# Dreadnought

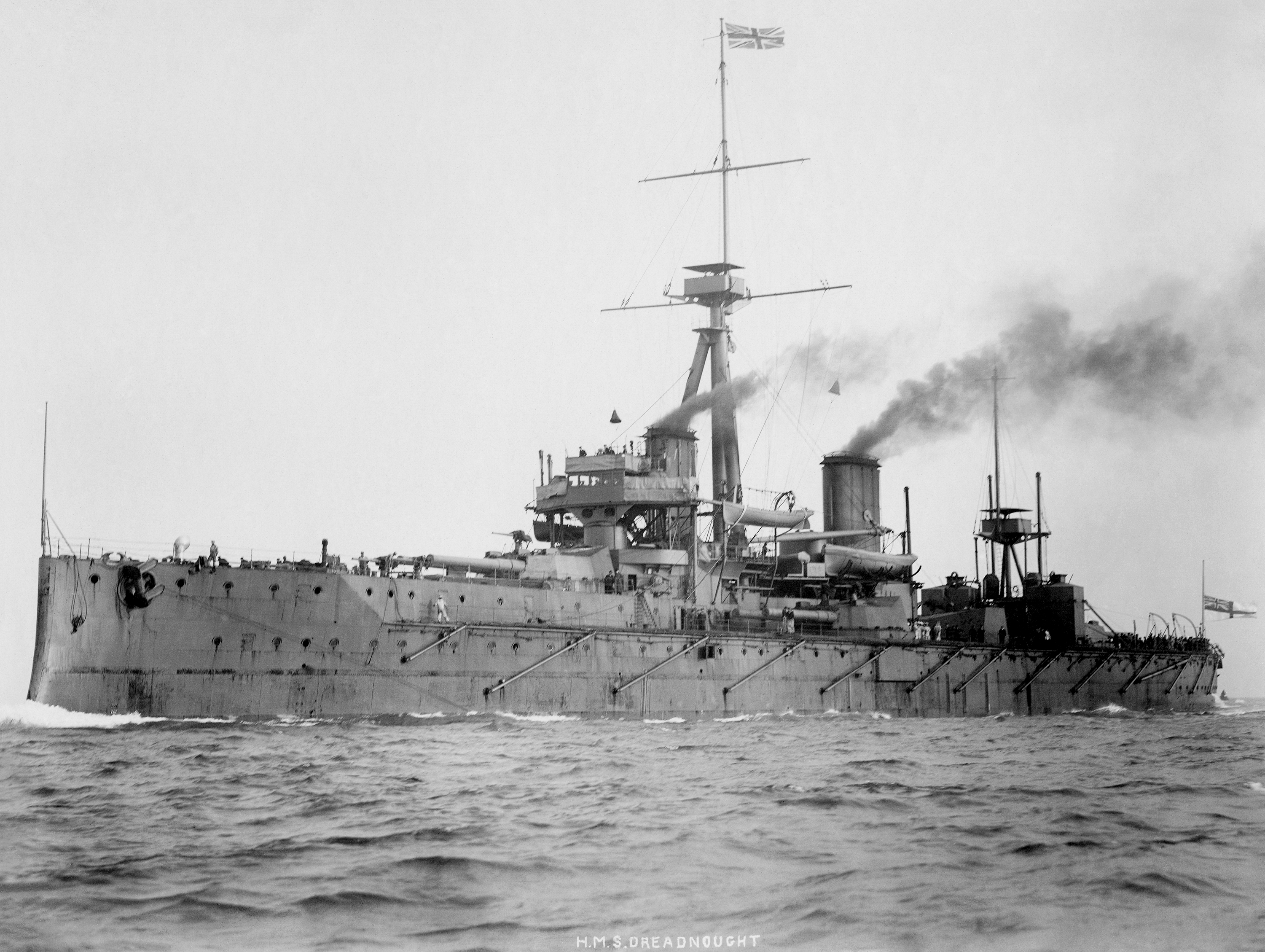
La, capostipite della generazione delle "corazzate monocalibro" o "dreadnought"

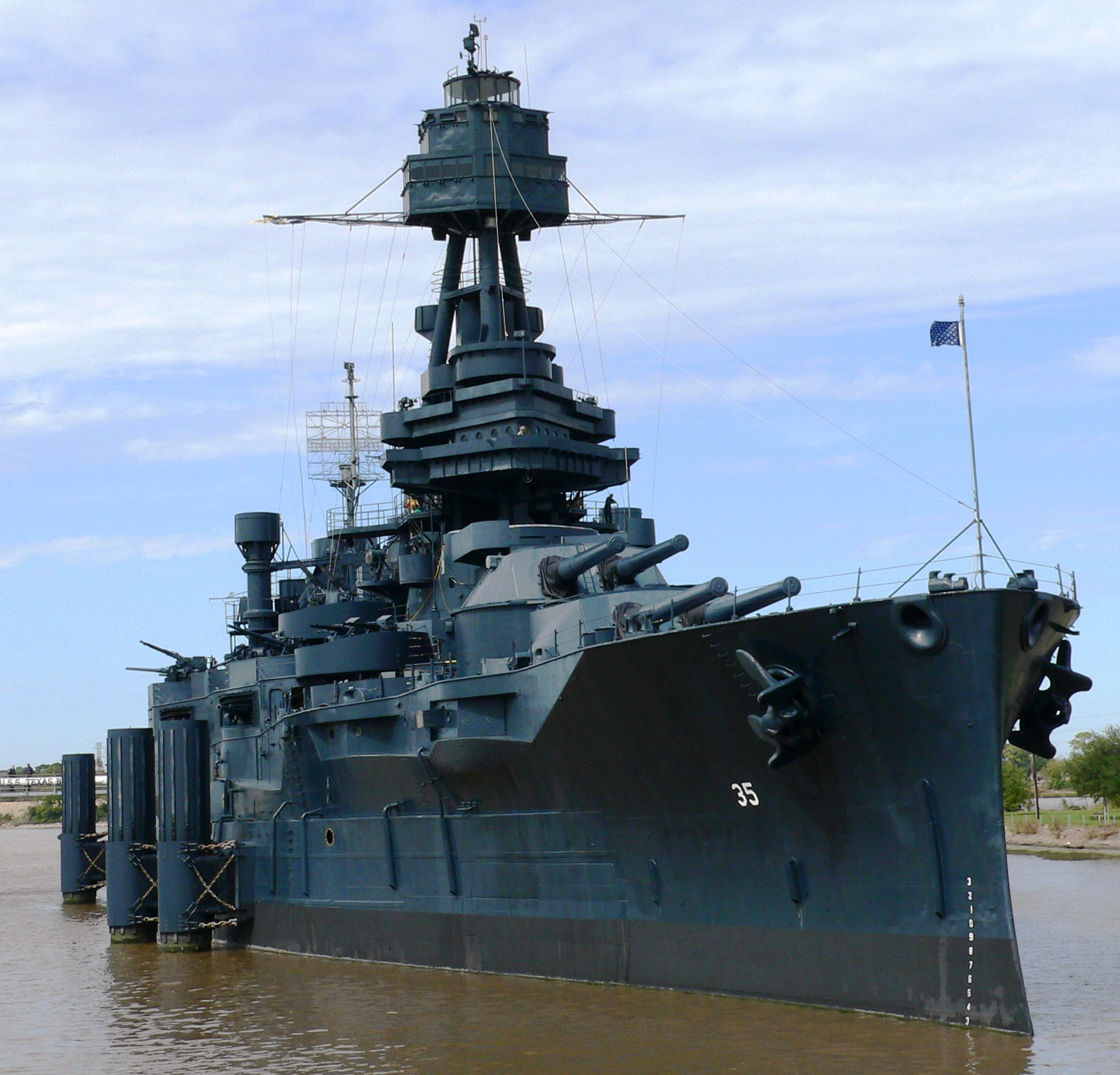
L'unica dreadnought ancora esistente, la. Varata nel 1912, è oggi una nave museo.

La dreadnought o corazzata monocalibro fu un tipo particolare di nave da battaglia sviluppato a partire dai primi anni del XX secolo; il nome (dall'inglese "non temo nulla") deriva dalla prima unità di questo tipo mai varata, la HMS Dreadnought, entrata in servizio con la Royal Navy britannica nel 1906. La costruzione della Dreadnought generò una profonda impressione negli ambienti delle marine militari dell'epoca al punto da innescare la realizzazione di unità similari da parte di molte altre nazioni; queste navi di nuova concezione, indicate genericamente come "dreadnought", resero di colpo completamente obsolete tutte le classi di navi da battaglia costruite precedentemente, ribattezzate appunto come "pre-dreadnought".
Il progetto delle dreadnought si basava su due innovazioni rivoluzionarie: una dotazione di artiglieria consistente principalmente in un gran numero di cannoni pesanti e di calibro uniforme (da cui il termine alternativo di "corazzata monocalibro" o all-big-gun ship usato per indicarle), in quantitativo decisamente maggiore rispetto alle navi precedenti, e un apparato propulsivo basato su turbine a vapore, un sistema di nuova ideazione. Le dreadnought divennero ben presto un simbolo della potenza militare di una nazione, andando a costituire il capitolo centrale di una serie di corse agli armamenti in Europa (principalmente tra Regno Unito e Impero tedesco, ma con riflessi su tutte le potenze continentali) e in Sudamerica (tra le nazioni di Brasile, Argentina e Cile): i progetti successivi derivati dalla Dreadnought originale si susseguirono molto rapidamente con continui incrementi delle dimensioni, dell'armamento, della corazzatura e della velocità delle unità, al punto che nel giro di cinque anni dalla sua entrata in servizio la nave capostipite risultava ormai già obsoleta; i modelli più potenziati furono poi indicati con l'appellativo di "super-dreadnought".
La costruzione delle dreadnought assorbì ingenti quantitativi di risorse, ma nel corso della prima guerra mondiale si verificò un unico scontro tra due flotte equipaggiate con un gran numero di queste unità, la battaglia dello Jutland (31 maggio–1º giugno 1916) tra tedeschi e britannici. La maggior parte delle dreadnought e delle super-dreadnought originali fu smantellata a partire dagli anni 1920 per effetto delle disposizioni del trattato navale di Washington, e il termine stesso cadde progressivamente in disuso; tutte le navi da battaglia costruite fino al termine della seconda guerra mondiale, comunque, riprendevano le caratteristiche di base delle dreadnought. L'unica dreadnought ancora esistente è la statunitense USS Texas, conservata come nave museo presso il San Jacinto Battleground State Historic Site.

## Le origini
L'elemento più distintivo delle dreadnought, l'armamento basato principalmente su pezzi di grosso calibro, prese forma nel corso dei primi anni del XX secolo, quando le marine militari puntarono ad aumentare la gittata e la potenza dell'artiglieria imbarcata dalle loro navi da battaglia. La tipica corazzata degli anni 1890 aveva un armamento principale basato su quattro cannoni calibro 305 mm e un armamento secondario da sei a diciotto cannoni a tiro rapido in calibro compreso tra i 119 e i 191 mm, oltre a un gran numero di pezzi più piccoli (da cui l'appellativo di "corazzata policalibro" usato per indicarla); questo armamento rispondeva alla teoria secondo cui una battaglia navale sarebbe sì iniziata con il tiro dalla lunga distanza, ma entro breve tempo le navi avrebbero serrato le distanze per infliggere colpi più mirati all'avversario, una situazione in cui i pezzi a tiro rapido di piccolo calibro, più celeri da ricaricare rispetto ai grossi calibri, si sarebbero dimostrati di più utile impiego.
Già dal 1903, tuttavia, presero a circolare in diverse nazioni serie proposte per la costruzione di una all-big-gun ship, che puntasse prevalentemente sui cannoni di grosso calibro. La progettazione di queste unità iniziò quasi contemporaneamente presso tre marine militari: la Marina imperiale giapponese autorizzò la costruzione nel maggio 1904 della Satsuma, equipaggiata con dodici cannoni da 305 mm, la Royal Navy britannica iniziò la progettazione nel gennaio 1905 della Dreadnought, nave dotata di dieci cannoni da 305 mm, poi impostata in ottobre, mentre la United States Navy impostò la USS Michigan, unità che imbarcava otto cannoni da 305 mm, nel dicembre 1906.
L'evoluzione verso corazzate dotate principalmente di cannoni di grosso calibro fu dovuta alla considerazione che un simile armamento offriva svariati vantaggi tanto nella potenza di fuoco quanto nel controllo del tiro, oltre al fatto che la guerra russo-giapponese del 1904-1905 aveva dimostrato che le battaglie navali potevano essere combattute, e spesso lo erano, anche a grandi distanze. I cannoni da 305 mm di nuovo tipo avevano una gittata più ampia e potevano sparare proiettili più pesanti rispetto a cannoni di 254 o 234 mm; vari storici sottolineano poi i vantaggi nel controllo del tiro: a lunga distanza i cannoni erano puntati sulla base dell'osservazione delle colonne d'acqua sollevate dai colpi finiti fuori bersaglio, osservazione che non era facile da interpretare se i colpi sparati appartenevano a molti calibri diversi.

### L'artiglieria a lunga gittata
Nelle battaglie navali degli anni 1890 l'arma decisiva erano i cannoni di medio calibro, tipicamente pezzi da 152 mm capaci di un tiro molto rapido ma caratterizzati da una gittata relativamente ridotta: nel corso della battaglia del fiume Yalu (17 settembre 1894), la flotta giapponese non iniziò il tiro sui suoi avversari cinesi finché la distanza non fu di 3 900 metri, e la maggior parte dei combattimenti si svolsero a una distanza di 2 000 metri tra le opposte unità. A queste distanze i cannoni di piccolo calibro avevano una buona precisione, e il loro rapido ritmo di tiro garantiva la possibilità di riversare sull'avversario un grande volume di fuoco; i cannoni navali dell'epoca erano invece troppo inaccurati per poter centrare bersagli posti a distanze più elevate: a breve raggio un proiettile sparato da un cannone segue una traiettoria quasi piatta il che consente di puntare agevolmente il pezzo a vista, mentre a distanze più ampie bisogna aumentare l'elevazione della bocca da fuoco per imprimere al proiettile una traiettoria balistica, con tutti i problemi dati dalla necessità di stabilire con precisione la distanza dell'unità nemica e dal fatto che un'imbarcazione in mare è naturalmente soggetta ai moti nave e in particolare al rollio.
All'inizio del XX secolo, lo sviluppo di siluri dotati di maggior gittata (nel 1903, ad esempio, la US Navy iniziò la progettazione di un siluro capace di raggiungere una distanza di 3 700 metri) spinse gli ammiragli britannici e statunitensi a prevedere che le battaglie navali del futuro si sarebbero combattute a distanze più ampie di quelle dell'epoca: nel 1900 l'ammiraglio John Fisher, comandante della Mediterranean Fleet della Royal Navy, ordinò di far addestrare i suoi artiglieri su tiri alla distanza di 5 500 metri, mentre nel 1904 il Naval War College statunitense analizzò gli effetti sulle tattiche concernenti le navi da battaglia dell'introduzione di siluri capaci di un raggio compreso tra i 6 400 e i 7 300 metri.
La gittata dei pezzi di piccolo e medio calibro era limitata e l'accuratezza del tiro declinava pesantemente più si aumentava il raggio di tiro: i proiettili più leggeri hanno un rapporto inferiore tra massa e superficie frontale, e quindi la loro velocità si riduce più rapidamente a causa della resistenza dell'aria. Inoltre, a lunga distanza il vantaggio di un alto volume di fuoco diminuisce notevolmente: piazzare colpi accurati dipende dalla possibilità di vedere la colonna d'acqua sollevata dai colpi finiti in mare della salva precedente, il che limita la necessità di riversare ampi quantitativi di colpi sulla nave nemica.
Il 10 agosto 1904, nel corso della battaglia del Mar Giallo, la Marina imperiale russa ingaggiò i giapponesi nel duello di artiglieria combattuto alla distanza più elevata fino a quel momento: le navi da battaglia russe erano equipaggiate con telemetri Liuzhol capaci di un raggio effettivo di 4 000 metri mentre le unità giapponesi disponevano di telemetri Barr and Stroud che raggiungevano la distanza di 6 000 metri, ma entrambe le parti furono capaci di colpire l'avversario con i loro cannoni principali da 305 mm alla distanza di 13 000 metri, suscitando vivida impressione in ingegneri e strateghi navali.

### Navi di transizione

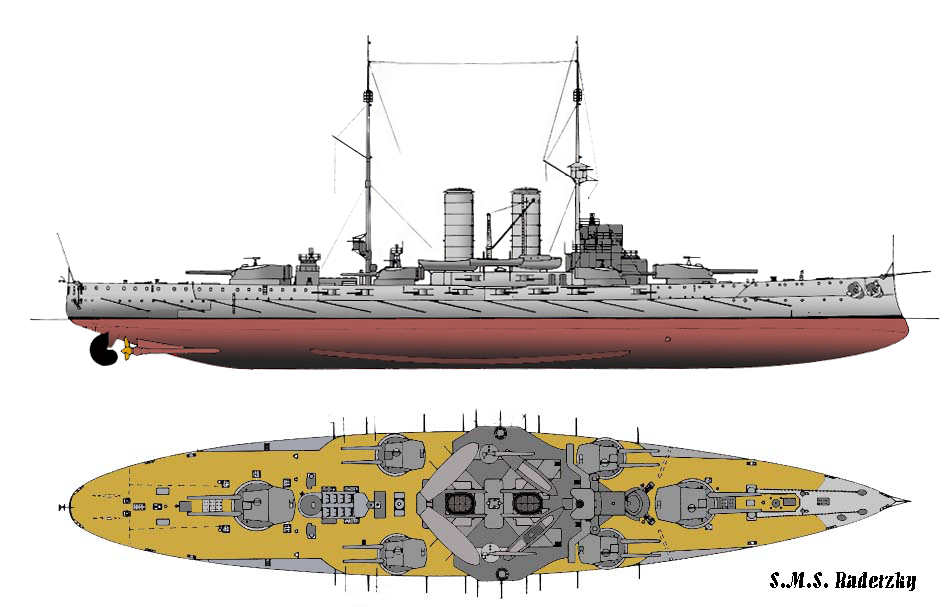
Schema delle corazzate classe Radetzky, un tipico esempio di "semi-dreadnought"

Un passo successivo nell'evoluzione delle navi da battaglia fu di ridurre il numero di pezzi dell'artiglieria secondaria a tiro rapido in favore di cannoni più pesanti, tipicamente pezzi da 234 o 254 mm; un'ulteriore innovazione fu poi quella di installare i pezzi secondari in torrette rotanti collocate a centro nave, invece che in barbette come nelle precedenti classi di unità. Le navi così equipaggiate furono indicate come all-big-gun mixed-calibre o, più tardi, come "semi-dreadnought": questa tipologia comprendeva le britanniche classe King Edward VII e classe Lord Nelson, la russa classe Andrei Pervozvanny, le giapponesi classe Katori, classe Satsuma e classe Kawachi, le statunitensi classe Connecticut e classe Mississippi, la francese classe Danton, l'italiana classe Regina Elena e l'austro-ungarica classe Radetzky.
La progettazione di queste classi di unità finì per comprendere discussioni circa il concetto di "corazzata monocalibro": l'edizione del giugno 1902 del Proceedings of the US Naval Institute conteneva commenti dell'esperto di artiglieria della United States Navy, professor P.R. Alger, circa la proposta di una batteria principale per una nave comprendente otto cannoni da 305 mm montati in torrette rotanti binate, mentre nel maggio 1902 il Bureau of Construction and Repair (l'ufficio incaricato della progettazione e costruzione delle unità statunitensi) propose la costruzione di una corazzata dotata di dodici cannoni da 305 mm in sei torri binate, due collocate alle estremità prodiera e poppiera dello scafo e quattro concentrate a mezza nave. Nel dicembre 1902 il capitano di corvetta H.C. Poundstone sottopose una relazione al presidente statunitense Theodore Roosevelt circa le navi da battaglia: in una appendice di tale scritto, Poundstone suggerì che un gran numero di cannoni da 279 mm e 229 mm fosse da preferire a un più piccolo numero di pezzi da 305 mm. Il Naval War College e il Bureau of Construction and Repair svilupparono questo insieme di idee nel corso di vari studi intrapresi tra il 1903 e il 1905: simulazioni eseguite nel luglio 1903 mostrarono che «una nave da battaglia armata con dodici cannoni da 280 o 305 mm disposti a esagono risultava equivalente a tre o più navi da battaglia armate convenzionalmente».
Anche la Royal Navy stava sviluppando orientamenti simili. Un primo progetto per un «potente armamento all big-gun in due calibri, cioè quattro pezzi da 305 mm e dodici da 234 mm» iniziò a circolare tra il 1902 e il 1903, ma nel suo programma di costruzioni navali per il biennio 1903-04 l'Ammiragliato optò invece per realizzare ulteriori tre unità classe King Edward VII armate con un miscuglio di pezzi da 305, 234 e 152 mm. Il concetto di all big-gun fu fatto rivivere nel programma per il biennio 1904-05, riguardante la realizzazione della classe Lord Nelson: restrizioni sulla lunghezza e larghezza dello scafo comportarono che le torrette collocate a centro nave fossero dotate di un unico pezzo invece che di due, dando così un armamento di quattro cannoni da 305 mm e dieci da 234 mm. Il progettista delle Lord Nelson, J.H. Narbeth, propose anche un disegno alternativo per queste unità comprendente un armamento di dodici cannoni da 305 mm, ma l'Ammiragliato si dimostrò non ancora interessato a una simile ideazione; l'attaccamento a un tradizionale progetto di unità policalibro era legato anche alla necessità di velocizzare il più possibile la realizzazione delle nuove unità, stante lo stato di tensione internazionale dato dallo scoppio della guerra russo-giapponese.

### Verso le dreadnought

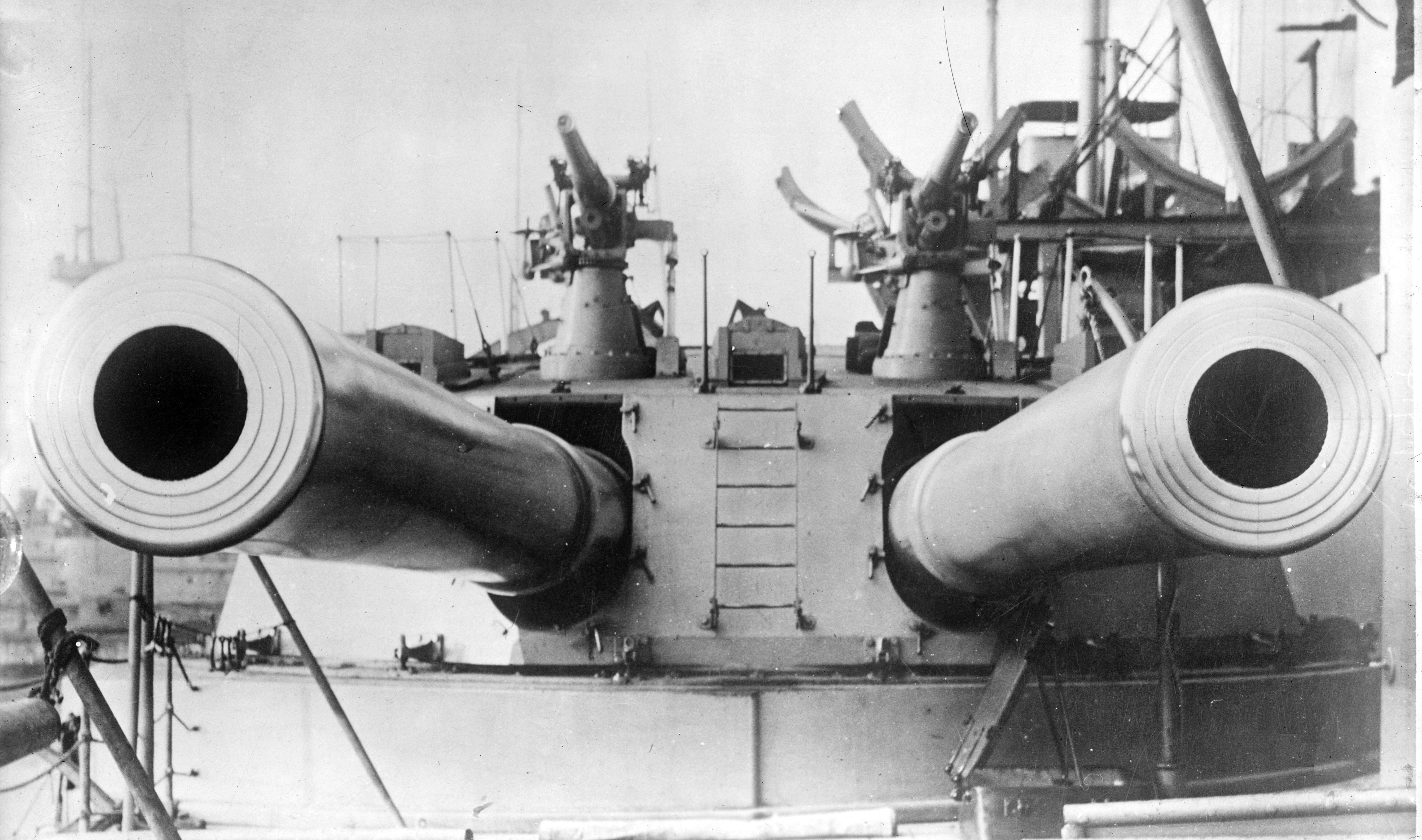
Due cannoni da 305 mm, sormontati da due pezzi secondari da 76 mm, a bordo della Dreadnought

La sostituzione dei cannoni da 152 o 203 mm con pezzi da 234 o 254 mm incrementò la forza d'urto di una nave da battaglia, in particolare sulle lunghe distanze, ma un armamento uniformato solo sui grossi calibri offriva anche altri vantaggi tra cui la semplificazione logistica: ad esempio, nelle analisi riguardanti l'armamento delle nuove unità statunitensi classe South Carolina l'ammiraglio William Sowden Sims e il progettista Homer Poundstone sostennero il vantaggio di una omogeneità nei calibri dei cannoni in termini di rifornimento delle munizioni e di rimpiazzo degli artiglieri rimasti feriti nel corso di un'azione.
Un calibro uniforme per i cannoni era inoltre d'aiuto nel razionalizzare il controllo del fuoco. I progettisti della Dreadnought preferirono un design del tipo all-big-gun perché ciò implicava solo un'unica serie di calcoli nelle procedure di aggiustamento del tiro in azione: un armamento in più calibri diversi comportava la necessità di controllori del tiro separati per ogni calibro, visto che la gittata di un pezzo da 305 mm non era la stessa di uno da 152 mm nonostante la distanza dal bersaglio fosse identica. Alcuni storici odierni sottolineano che un calibro uniforme dei cannoni fosse particolarmente importante perché la confusione generata dagli impatti di proiettili differenti con l'acqua provocava notevoli difficoltà a una corretta misurazione delle distanze del bersaglio; questo punto però è controverso, visto che i sistemi di controllo del fuoco del 1905 non erano così avanzati da poter utilizzare la tecnica di misurazione delle distanze basata sulle salve sparate, e la confusione data dagli impatti di proiettili di più calibri diversi non sembra sia stata presa in considerazione durante la progettazione delle prime dreadnought. Tuttavia, la crescente probabilità di ingaggi con il nemico sulle lunghe distanze si rivelò la motivazione più importante per l'imbarco sulle navi da battaglia dei cannoni più pesanti a disposizione all'epoca, e quindi a prediligere il calibro 305 mm in luogo di quello da 254 mm.
I nuovi progetti per l'installazione dei pezzi da 305 mm comportarono un considerevole incremento della loro frequenza di fuoco, eliminando uno dei principali vantaggi riconosciuti fino ad allora all'armamento basato su calibri più piccoli: nel 1895 un pezzo da 305 mm era capace di una frequenza di fuoco di un colpo ogni quattro minuti, nel 1902 un rateo di due colpi al minuto era considerato la norma. Nell'ottobre 1903 l'ingegnere navale italiano Vittorio Cuniberti pubblicò sulla rivista Jane's Fighting Ships un articolo intitolato Una nave da battaglia ideale per la Royal Navy, in cui proponeva il progetto di una nave da 17 000 tonnellate di dislocamento armata con dodici pezzi da 305 mm, protetta da una corazzatura spessa 305 mm e capace di una velocità di 24 nodi (44 km/h). L'idea di Cuniberti, già sottoposta all'attenzione della Regia Marina italiana, era di utilizzare l'alta frequenza di tiro dei nuovi pezzi da 305 mm per produrre un devastante volume di fuoco pesante che rimpiazzasse quello generato dai cannoni più leggeri. Un qualcosa di simile stava dietro la simultanea transizione della Marina giapponese verso l'impiego di pezzi più pesanti: nel corso della battaglia di Tsushima, i proiettili impiegati dai giapponesi contenevano una proporzione di alto esplosivo più elevata del normale e furono progettati per esplodere al contatto, appiccando incendi sulle navi nemiche invece di tentare di perforarne la corazzatura. La maggior frequenza di fuoco dei pezzi pesanti gettò poi le basi per l'ulteriore evoluzione dei sistemi di controllo del tiro.

### Le prime dreadnought

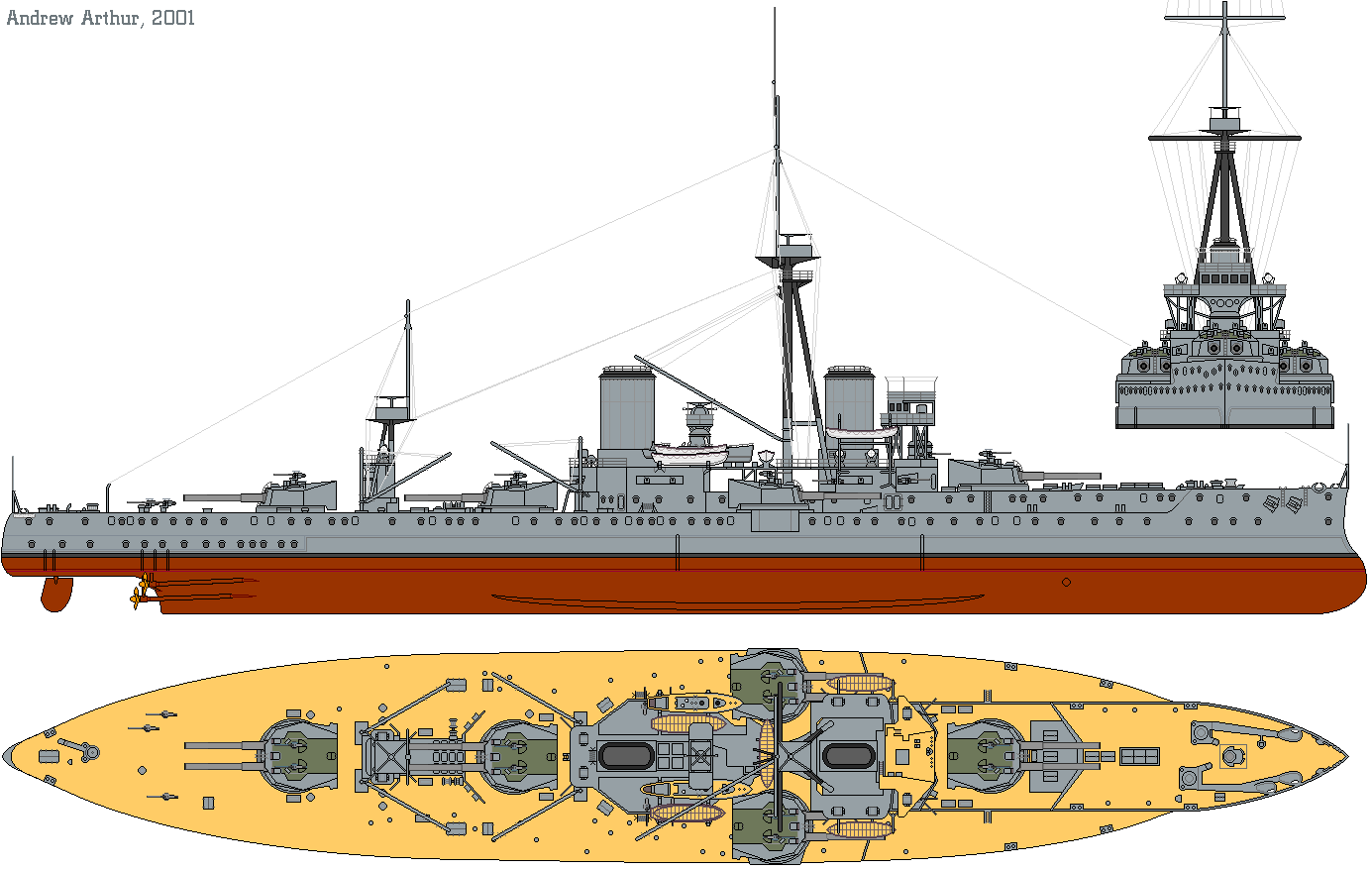
Pianta della, con il suo rivoluzionario design

In Giappone, le due nuove navi da battaglia ordinate sulla base del piano di costruzioni navali per il 1903-04 furono le prime al mondo a essere impostate secondo lo schema della all-big-gun ship, equipaggiate come erano con otto cannoni da 305 mm; la corazzatura era però relativamente sottile, con conseguente necessità di una sua sostanziale riprogettazione. Le ristrettezze finanziarie causate dalla guerra russo-giapponese e la scarsa disponibilità di cannoni da 305 mm (che dovevano essere importati dal Regno Unito) portarono al completamento di queste unità con un miscuglio di pezzi da 305 e 254 mm; secondo il progetto originario, poi, l'apparato propulsivo era inoltre ancora basato su tradizionali motori a vapore a tripla espansione, invece di quello più innovativo installato sulla Dreadnought.
L'esordio della prima dreadnought si ebbe nell'ottobre 1905 nel Regno Unito. L'ammiraglio John Fisher, ora Primo lord del mare, era stato a lungo un sostenitore dell'introduzione di nuove tecnologie nella Royal Navy e di recente era stato convinto dell'idea di una corazzata all-big-gun, la cui realizzazione aveva sostenuto in un articolo del 1904. Fisher è generalmente accreditato come il creatore della categoria delle dreadnought e il padre della grande flotta di navi da battaglia monocalibro della Royal Navy, un'impressione che lui stesso fece molto per rafforzare; alcuni storici ritengono tuttavia che l'obiettivo centrale di Fisher fosse la realizzazione degli ancora più rivoluzionari incrociatori da battaglia piuttosto che le dreadnought.
Giusto poco dopo essere entrato in carica come Primo lord del mare, Fisher istituì un comitato per considerare le scelte future in materia di navi da battaglia e incrociatori corazzati. Il primo compito del comitato fu quello di prendere in considerazione la progettazione di una nuova corazzata: le specifiche formulate prevedevano una batteria principale di cannoni da 305 mm e una secondaria di pezzi leggeri per il contrasto agli attacchi di torpediniere, ma senza una batteria di pezzi in calibro intermedio, e una velocità massima di 21 nodi (39 km/h) la quale risultava di due o tre nodi più alta di quella mai raggiunta dalle navi da battaglia fino ad allora costruite. Il progetto iniziale prevedeva l'installazione di dodici cannoni da 305 mm, anche se problemi con la loro collocazione spinsero il capo progettista a proporre il ritorno a una configurazione tradizionale con quattro pezzi da 305 mm e sedici o diciotto da 234 mm; dopo l'analisi dei rapporti concernenti la battaglia di Tsushima formulati dall'osservatore ufficiale britannico presente allo scontro, l'allora capitano William Pakenham, il comitato si orientò definitivamente per una batteria principale di dieci cannoni da 305 mm e una secondaria anti-siluranti da ventidue cannoni da 76 mm. Il comitato spinse inoltre per dotare la nuova nave di un apparato propulsivo basato su turbine a vapore, cosa senza precedenti per una nave da battaglia: la grande efficienza data dalle turbine consentiva di raggiungere la velocità di progetto di 21 nodi senza dover ingrandire lo scafo per poter ospitare i più grandi motori a movimento alternativo capaci di simili prestazioni. La costruzione della Dreadnought procedette speditamente: la chiglia fu impostata il 2 ottobre 1905 e la nave varata il 10 febbraio 1906 per poi entrare in servizio il 3 ottobre 1906, un'impressionante dimostrazione delle capacità dell'industria cantieristica britannica dell'epoca.
Le prime dreadnought statunitensi furono le due unità della classe South Carolina. Progetti dettagliati per la loro realizzazione furono stilati tra il luglio e il novembre 1905, e approvati poi dal Board of Construction il 23 novembre 1905; la costruzione procedette lentamente: il contratto per la loro realizzazione fu sottoscritto il 21 luglio 1906 e le due navi impostate nel dicembre seguente, dopo il completamento della Dredanought.

## Caratteristiche

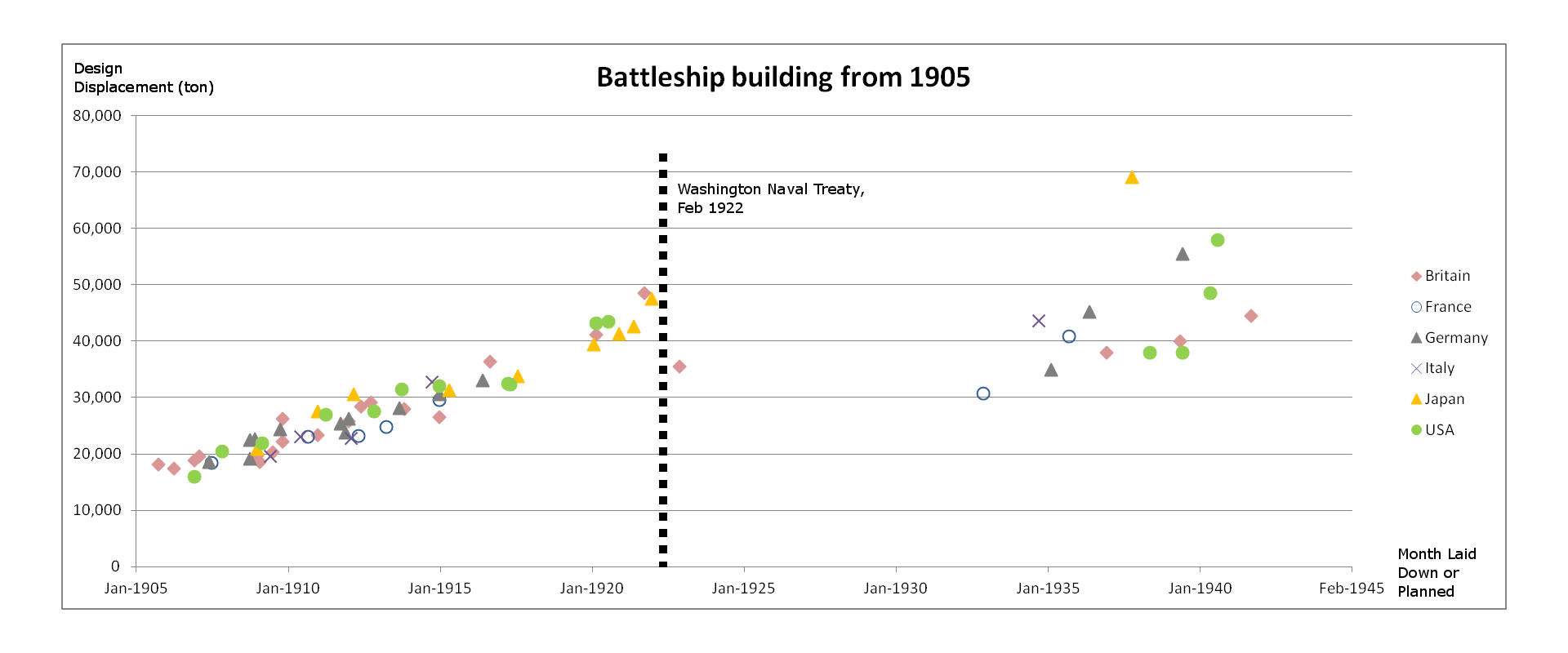
Schema mostrante l'incremento delle dimensioni delle navi da battaglia dal 1905 in poi, indicante in particolare il rapidissimo aumento del dislocamento delle dreadnought tra il 1905 e il 1920, prima dello stop alle costruzioni imposto dal trattato navale di Washington

I progettisti delle dreadnought cercarono di concentrare la maggior quantità possibile di corazzatura, velocità e potenza di fuoco in una nave dalle dimensioni e dal costo non proibitivi. Il carattere distintivo delle dreadnought era l'armamento all-big-gun, ma esse si caratterizzarono anche per la spessa corazzatura concentrata principalmente in una cintura posta lungo la linea di galleggiamento e in uno o più ponti corazzati; nello scafo dovettero inoltre essere integrati anche un armamento secondario anti-siluranti, sistemi di controllo del fuoco e di comando della nave, e protezioni contro la minaccia dei siluri.
L'inevitabile conseguenza della domanda di sempre maggiore velocità, forza d'urto e autonomia delle unità fu la tendenza a un rapido accrescimento del dislocamento, e quindi dei costi di realizzazione, delle dreadnought. Il trattato navale di Washington del 1922 impose un limite di 35 000 tonnellate al dislocamento delle navi da battaglia, ma il ritiro del Giappone dal trattato negli anni 1930 e lo scoppio della seconda guerra mondiale resero ben presto irrilevante anche questo limite.

### Armamento

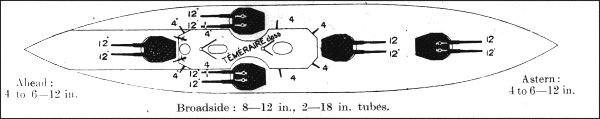
Schema della con evidenziato il suo armamento di artiglieria: la disposizione è quella tipica delle prime dreadnought

Le dreadnought montavano una batteria principale uniforme di cannoni di grosso calibro, anche se con caratteristiche differenti da classe a classe. La Dreadnought originale montava dieci cannoni da 305 mm, un calibro divenuto standard per la maggior parte delle marine militari impegnate nella corsa alle corazzate monocalibro e utilizzato per tutte le dreadnought di prima generazione; la Kaiserliche Marine tedesca fu una delle poche eccezioni, preferendo per la sua prima classe di dreadnought, la classe Nassau, il calibro di 280 mm per i suoi pezzi principali.
Le dreadnought portavano poi un armamento di artiglieria secondario in calibro più leggero. Le prime dreadnought avevano pezzi di piccolo calibro progettati essenzialmente per contrastare gli attacchi di siluranti leggere, ma in seguito il calibro dei pezzi secondari prese a crescere per contrastare il parallelo incremento del raggio dei siluri e delle dimensioni delle unità siluranti; a partire dalla prima guerra mondiale, poi, si aggiunsero svariati pezzi di artiglieria contraerea.
Le dreadnought imbarcarono anche loro stesse apparati di tubi lanciasiluri: l'idea era che una linea di navi da battaglia così equipaggiate potesse riversare una devastante salva di siluri contro una linea di navi nemiche che si muovesse in parallelo a essa, ma a conti fatti siluri lanciati da navi da battaglia fecero registrare pochissimi centri, mentre le scorte di torpedini ammassate sul ponte potevano causare devastanti esplosioni se centrate dal fuoco nemico.

#### Posizionamento dei cannoni principali

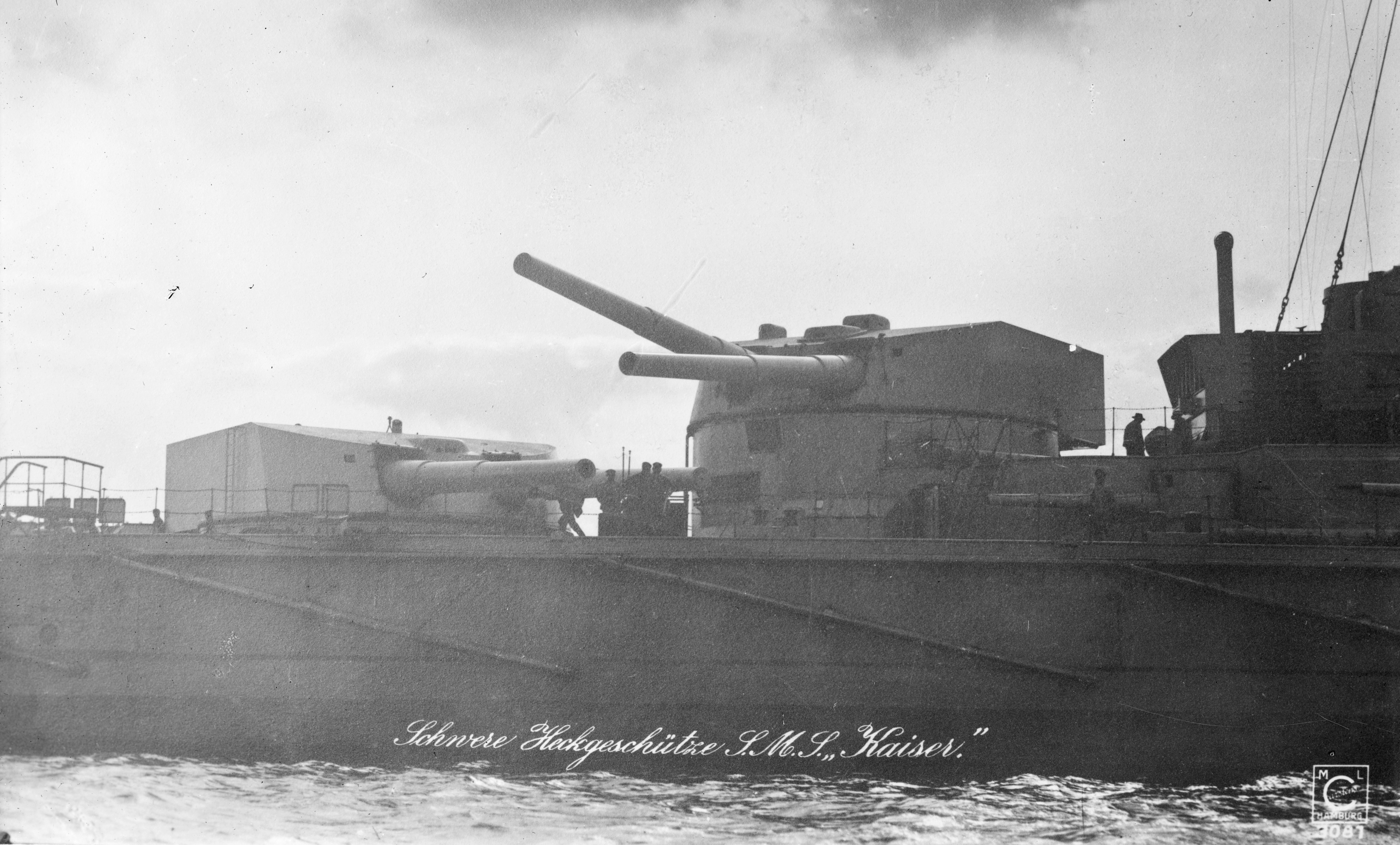
Torri sovrapposte sulla dreadnought tedesca

L'efficienza dei cannoni di una nave da battaglia dipende almeno in parte dalla loro collocazione sullo scafo. La Dreadnought, e le corazzate britanniche immediatamente derivate da essa, imbarcavano cinque torri binate per i pezzi da 305 mm: una collocata a prua, una a poppa, una a centro nave e due sui due lati della sovrastruttura principale; questo consentiva a tre torri di fare fuoco in avanti ("in caccia") o indietro ("in ritirata"), e a quattro torri di fare fuoco dalla fiancata ("in bordata"). Le classi Nassau ed Helgoland della Marina tedesca adottarono una configurazione "a esagono" per le loro torri, con una collocata a prua, una a poppa e due lungo ciascuna fiancata: ciò consentiva di montare più cannoni in totale delle navi britanniche, ma manteneva inalterato il numero di pezzi che sparavano in bordata.
I progettisti tentarono varie sperimentazioni. La britannica Neptune disallineò le torri collocate di lato alla sovrastruttura in modo che tutti e dieci i pezzi potessero essere allineati per il fuoco in bordata, una soluzione adottata anche dalle tedesche classe Kaiser; ciò però causava il rischio di danni da esplosione alle parti della nave sopra cui i cannoni sparavano, e sottoponeva a forte stress il telaio dello scafo. Una soluzione per minimizzare le sollecitazioni al telaio era quella di concentrare le torri lungo l'asse centrale della nave, e per quanto ciò riducesse il numero di pezzi capaci di sparare in caccia o in ritirata aumentava invece quello dei pezzi che sparavano in bordata; l'adozione di questo schema impose di aumentare la lunghezza dello scafo, causando però nuovi problemi: uno scafo più lungo richiedeva una corazzatura più estesa per essere protetto con conseguente incremento di costi e peso della nave, e i magazzini delle munizioni che servivano ogni torre causavano problemi con la collocazione delle sale macchine e dei motori. Per tali ragioni la HMS Agincourt, che imbarcava un record di quattordici pezzi da 305 mm in sette torri concentrate lungo l'asse centrale non fu considerata un progetto di successo.

Una delle torri trinate della Dante Alighieri, prima sistemazione di questo tipo mai tentata

La soluzione fu di adottare uno schema di torri sovrapposte le une alle altre, in modo che quella collocata superiormente potesse sparare al di sopra di quella collocata inferiormente. La United States Navy fu la prima ad adottare tale schema già dalla sua prima classe di dreadnought nel 1906, ma le altre marine furono più lente ad adottarlo (la Royal Navy lo introdusse solo con la classe Orion del 1910, i tedeschi con la classe König del 1914) a causa di una serie di potenziali problemi: vi erano preoccupazioni circa l'impatto dell'esplosione dei cannoni della torre superiore sulla torre inferiore, e sollevare le torri rispetto allo scafo sollevava il centro di gravità della nave stessa, con conseguente possibilità di riduzione della sua stabilità. Ciononostante la soluzione a torri sovrapposte garantiva la massima potenza di fuoco, e all'epoca della prima guerra mondiale era ormai divenuta lo standard per le dreadnought.
Inizialmente, tutte le dreadnought ebbero due cannoni per torre. Una soluzione al problema della collocazione delle torri fu quella di aumentare a tre o anche a quattro il numero di cannoni per ogni torre: meno torri significava poter contenere la lunghezza della nave o poter dedicare più spazio all'apparato propulsivo, ma comportava d'altra parte che un colpo messo a segno dal nemico su una torre metteva fuori combattimento un numero maggiore di cannoni; inoltre, l'onda d'urto generata dalle detonazioni di un pezzo rischiava di interferire con il puntamento degli altri cannoni della stessa torre, con conseguente riduzione del ritmo di fuoco. La prima nazione ad adottare la configurazione a torri triple fu l'Italia con la Dante Alighieri, seguita poi dalle russe classe Gangut, dall'austro-ungarica classe Tegetthoff e dalla statunitense classe Nevada; la Royal Navy non adottò le torri triple fino alla fine della prima guerra mondiale, introducendole sulle unità classe Nelson, mentre torri quadruple comparvero solo in progetti dei tardi anni 1930 come la britannica classe King George V e la francese classe Richelieu.

#### Calibro e potenza dell'armamento principale

Diagramma animato del ciclo di caricamento e sparo di una torre di cannoni di grosso calibro, basato su un pezzo da 381 mm di una super-dreadnought britannica

Oltre che provare a incrementare il numero di cannoni per nave, si tentò anche di aumentare la potenza di ciascun cannone sia incrementando il calibro dell'arma e quindi il peso del proiettile sparato, sia allungando la canna dell'arma per aumentare la velocità alla volata. Entrambe queste soluzioni consentivano di incrementare la gittata e la capacità di penetrazione delle corazze, ma generavano anche degli svantaggi: in generale, una maggior velocità alla volata comportava una maggiore usura della canna, con conseguente perdita di precisione di tiro e necessità di sostituzione periodica delle canne stesse, un problema non da poco per l'epoca. Gli svantaggi dati da cannoni di calibro maggiore erano dovuti alla necessità di cannoni e quindi di torri di più grandi dimensioni; inoltre, proiettili più pesanti comportavano velocità alla volata più ridotte, con conseguente necessità di un maggior angolo di elevazione del pezzo per raggiungere la stessa gittata di un cannone di calibro minore. Proiettili dal peso maggiore avevano però il vantaggio di essere meno rallentati dalla resistenza offerta dall'aria, mantenendo quindi una forte capacità di penetrazione delle corazze anche su tiri alla lunga distanza.
Le varie marine militari affrontarono il problema del calibro dei pezzi principali in differenti maniere. La Marina tedesca generalmente predilesse un calibro più leggero rispetto all'equivalente utilizzato dalla Royal Navy britannica, adottando ad esempio il 305 mm quando i britannici erano già passati al 343 mm; vista la più evoluta industria metallurgica della Germania, tuttavia, i cannoni tedeschi risultavano possedere una velocità alla volata maggiore dei corrispondenti pezzi britannici al punto che un 305 mm tedesco poteva essere considerato equivalente a un 343 mm britannico, con l'aggiunta che avere cannoni più piccoli consentiva di destinare maggior peso alla corazzatura della nave.
Con il passare del tempo, comunque, il calibro dei pezzi principali delle dreadnought tese a incrementare. Le britanniche classe Orion, varate nel 1910, ebbero dieci pezzi da 343 mm, mentre le successive classe Queen Elizabeth varate nel 1913 ricevettero otto dei nuovi pezzi da 381 mm; l'aumento del calibro consentiva di ridurre il numero complessivo di cannoni e torri, semplificando la loro distribuzione sullo scafo e portando all'adozione come standard della collocazione delle torri lungo l'asse centrale della nave. Un ulteriore incremento si ebbe con le dreadnought progettate verso la fine della prima guerra mondiale: le giapponesi classe Nagato del 1917 imbarcarono otto cannoni da 410 mm, rapidamente adottati anche dalle contemporanee classe Colorado statunitensi; sia il Giappone che il Regno Unito progettarono navi da battaglia con cannoni calibro 457 mm, ma il trattato navale di Washington impose un calibro massimo di 410 mm che bloccò per un certo tempo lo sviluppo di pezzi più grandi.
Le uniche navi da battaglia a superare il limite del trattato di Washington furono le classe Yamato giapponesi, impostate nel 1937 (quando il trattato stesso era ormai scaduto) e dotate di nove cannoni da 460 mm. Alcuni progetti formulati durante la seconda guerra mondiale prevedevano calibri giganteschi, come i cannoni da 508 mm proposti per le tedesche classe H (con Hitler che chiedeva pezzi ancora più grandi, da 609 mm) e i cannoni da 510 mm progettati per le giapponesi classe A-150; tutte queste proposte comunque non andarono oltre lo stadio di progetto.

#### Armamento secondario

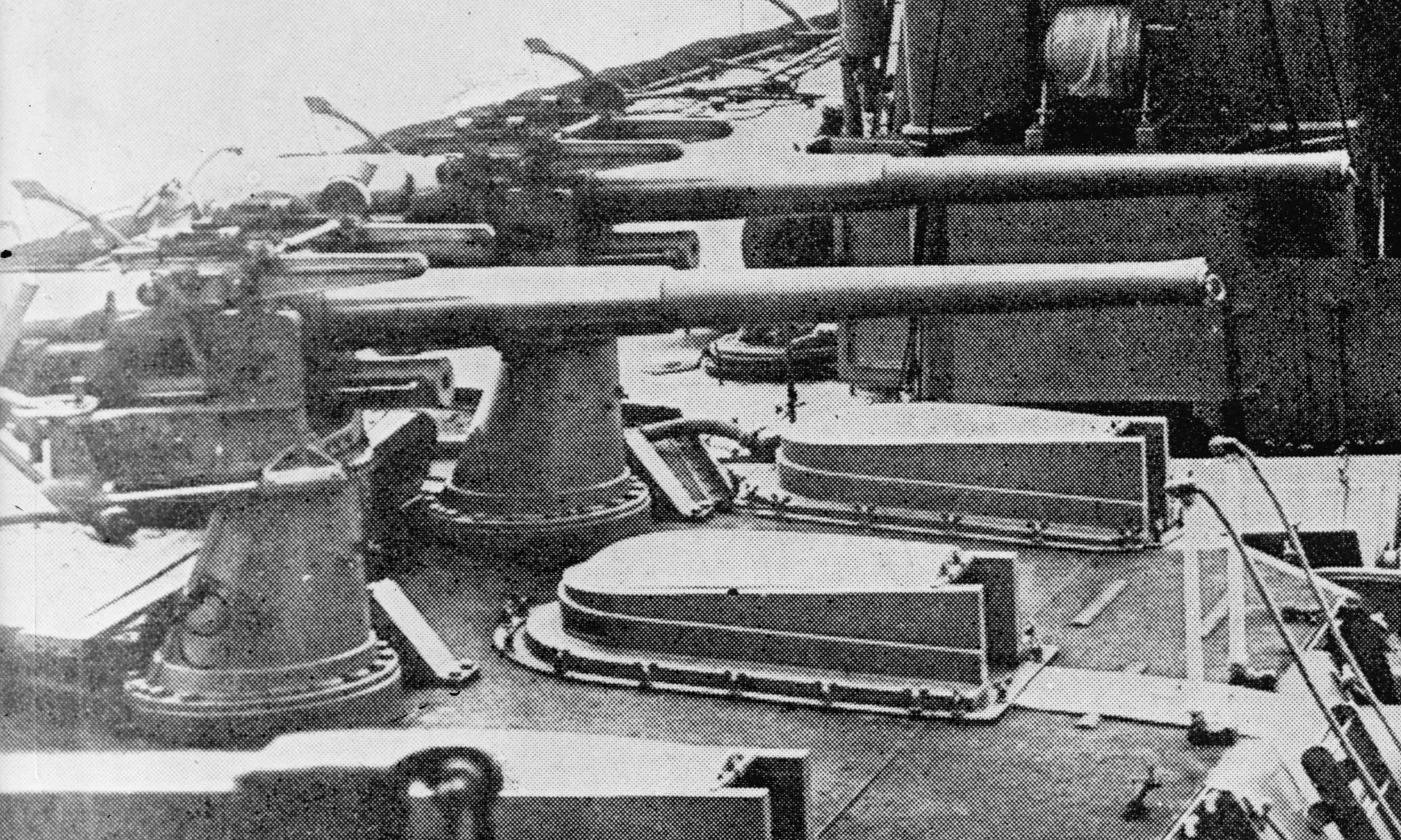
Cannoni anti-siluranti da 76 mm montati sul cielo delle torri principali della HMS Dreadnought

Le prime dreadnought tendevano ad avere un armamento secondario molto leggero, principalmente destinato al contrasto di unità siluranti. La stessa Dreadnought originale imbarcava ventidue cannoni da 76 mm capaci di un rateo di fuoco di 15 colpi al minuto, armamento simile alle South Carolina e alle altre prime dreadnought statunitensi. A questo stadio ci si aspettava che le unità torpediniere portassero i loro attacchi in maniera indipendente e separata dall'azione della flotta principale, e per tale ragione non si prevedeva la necessità di proteggere con scudi o altre forme di corazzatura i cannoni secondari, generalmente installati in posizioni sopraelevate al fine di minimizzare il peso e massimizzare l'arco di tiro.
Nel corso di pochi anni, tuttavia, nell'ambito delle unità siluranti si impose il modello del cacciatorpediniere, nave di maggiori dimensioni e più pesantemente armata rispetto alle torpediniere originali; i cacciatorpediniere, inoltre, tesero a essere impiegati in azioni coordinate con gli incrociatori e le navi da battaglia, imponendo quindi la necessità di proteggere l'armamento secondario tanto dal tiro dell'artiglieria delle siluranti quanto da quello dell'artiglieria delle navi più pesanti. Questa filosofia riguardo all'armamento secondario fu adottata dai tedeschi fin dalle loro prime dreadnought: le classe Nassau, ad esempio, imbarcavano dodici cannoni da 150 mm e sedici pezzi da 88 mm protetti da barbette o casematte corazzate, una sistemazione adottata poi dalle successive classi di dreadnought. La Royal Navy incrementò il calibro dei pezzi secondari prima a 100 mm e poi a 150 mm, quest'ultimo divenuto calibro standard all'inizio della prima guerra mondiale; gli statunitensi si standardizzarono inizialmente sul calibro di 130 mm, ma passarono al 150 mm nel periodo successivo alla prima guerra mondiale.
All'armamento secondario furono poi assegnati anche altri compiti: si ritenne che un cannone di medio calibro fosse in grado di piazzare un colpo preciso contro il sistema di controllo del fuoco di una dreadnought, molto sensibile ai danni, o che i pezzi di medio calibro potessero risultare utili nel respingere attacchi di incrociatori contro una nave da battaglia rimasta danneggiata; tra gli anni 1920 e gli anni 1930, poi, compito dell'armamento secondario divenne anche la difesa contraerea, spesso con l'imbarco di pezzi da impiego duale antinave/antiaereo. L'armamento secondario delle dreadnought risultò però, su tutta la linea, insoddisfacente: un colpo di un cannone di piccolo calibro non era in grado di immobilizzare un moderno cacciatorpediniere, mentre i pezzi più pesanti spesso non erano in grado in puntare le veloci siluranti, una circostanza messa bene in luce durante la battaglia dello Jutland; l'installazione dei pezzi in casematte corazzate comportò problemi: collocate molto in basso sullo scafo, tendevano spesso a essere allagate dalle ondate del mare e in molte classi di dreadnought i cannoni secondari furono spesso rimossi dalle casematte e piazzati in torrette girevoli sul ponte principale e attorno alla sovrastruttura. In generale, l'unico sistema veramente efficace per proteggere una dreadnought dagli attacchi delle siluranti veloci era di farla scortare da uno squadrone di propri cacciatorpediniere.

### Corazzatura

Schema della corazzatura della nave da battaglia tedesca : il colore più intenso indica una corazzatura più spessa

Molto del dislocamento (e quindi del peso) di una dreadnought era destinato alle placcature d'acciaio della corazzatura della nave. I progettisti spesero molto tempo e sforzi per ideare la migliore protezione possibile contro le varie insidie che una dreadnought poteva trovarsi ad affrontare; solo un certo quantitativo di peso poteva però essere destinato alle corazze, pena il peggiorare notevolmente altre caratteristiche come la velocità, il numero di cannoni e la stabilità in mare.
La maggior parte della corazzatura di una dreadnought era concentrata nella cosiddetta "cittadella corazzata": questa era sostanzialmente una scatola con quattro pareti e un tetto corazzati, racchiudente al suo interno le parti vitali della nave. I fianchi della cittadella costituivano la "cintura corazzata" della nave, che iniziava dallo scafo appena davanti alla torre di artiglieria posta più a prua e correva fino alla torre di artiglieria posta più a poppa; le parti terminali della cittadella erano costituite da due paratie corazzate che si estendeva tra le estremità della cintura sia a prua che a poppa, mentre il "tetto" della cittadella era rappresentato da un ponte corazzato. All'interno della cittadella corazzata erano concentrate le caldaie, gli organi motore e i depositi di munizioni per l'armamento principale: un colpo messo a segno in una di queste aree poteva gravemente danneggiare o anche distruggere completamente la nave. Il "pavimento" della cittadella era costituito dalla parte terminale dello scafo della nave, la quale però non era corazzata.

Schema della corazzatura di una dreadnought: A: cintura corazzata, B: ponte corazzato principale, C: ponte corazzato secondario, D: controcarena anti-siluro

Le prime dreadnought erano destinate a prendere parte a una battaglia campale contro altre navi da battaglia a distanze fino a 9 100 metri: in un simile scenario, i proiettili dei cannoni percorrevano una traiettoria relativamente piatta, e un colpo avrebbe dovuto centrare direttamente la linea di galleggiamento o l'area poco al di sopra di essa per causare danni mortali a una nave da battaglia; per tale ragione, le prime dreadnought concentravano la loro protezione in una cintura corazzata lungo le fiancate della nave, che nella Dreadnought stessa raggiungeva i 280 mm di spessore. Dietro questa cintura erano poi collocati i depositi del carbone, per fornire ulteriore protezione agli organi interni della nave. In uno scontro di questo tipo vi era un pericolo minore di danni indiretti per le parti vitali della nave: un proiettile che avesse colpito sopra la cintura corazzata poteva detonare e spargere schegge in tutte le direzioni, ma queste, per quanto pericolose, potevano essere bloccate anche da una corazzatura più sottile; per tale ragione, i ponti corazzati che proteggevano le parti interne della nave da colpi esplosi sulla sovrastruttura erano molto meno spessi della cintura che correva lungo le fiancate.
In tutte le navi da battaglia la protezione migliore era riservata alla cittadella corazzata. Alcune nazioni, in particolare Regno Unito, Francia e Germania, estesero la cintura e il ponte corazzato fino a coprire la parte terminale della nave o protessero con una cintura corazzatura più sottile le estremità dello scafo; questa corazza "conica" consentiva di proteggere una zona più estesa della nave, il che era utile quando la minaccia principale era costituita da proiettili ad alto esplosivo, ma di converso tendeva a rendere più bassa nel complesso la cintura corazzata, rendendola capace di proteggere solo una piccola striscia al di sopra della linea di galleggiamento: in alcuni casi, con la nave a pieno carico, la cintura stessa veniva a trovarsi interamente al di sotto del livello dell'acqua. L'alternativa, sviluppata in particolare dagli Stati Uniti, era lo schema di protezione "tutto o niente": la cintura corazzata era alta e spessa e il ponte corazzato molto ispessito, ma nessuna protezione era data alla parte iniziale e finale della nave fuori dalla cittadella o ai ponti più elevati; lo schema "tutto o niente" era più efficace contro i proiettili perforanti e negli scontri combattuti a lunga distanza, e fu ben presto adottato da tutte le principali marine militari nel periodo successivo alla prima guerra mondiale. La protezione dai proiettili perforanti sparati con traiettoria balistica e dalle bombe sganciate dagli aerei impose poi nuove riprogettazioni della corazzatura; i successivi progetti delle dreadnought comportarono un notevole ispessimento della cintura e del ponte corazzato: la giapponese classe Yamato portava una cintura corazzata spessa 410 mm e un ponte corazzato spesso 230 mm.
Altro elemento del sistema di protezione delle prime dreadnought era la suddivisione della parte della nave al di sotto della linea di galleggiamento in diversi scompartimenti a tenuta stagna: se lo scafo veniva perforato da colpi d'artiglieria, mine, siluri o a causa di una collisione, in teoria solo una zona circoscritta sarebbe stata invasa dall'acqua senza causare l'affondamento della nave; per rendere questa precauzione ancora più efficace, varie dreadnought non avevano portelli di comunicazione tra una sezione stagna e l'altra. Una notevole evoluzione della protezione delle dreadnought fu lo sviluppo della controcarena anti-siluro e della cintura anti-siluro, due accorgimenti entrambi destinati ad aumentare la protezione subacquea della nave contro danni causati da mine e siluri; lo scopo di queste protezioni subacquee era di assorbire la forza di una detonazione prima che essa impattasse contro lo scafo vero e proprio: ciò veniva ottenuto costruendo lungo la fiancata dello scafo una paratia interna, generalmente blindata per resistere a eventuali schegge, separata dallo scafo esterno da uno o più scomparti, di solito lasciati vuoti o riempiti di carbone, acqua o nafta.

### Propulsione

#### Le macchine

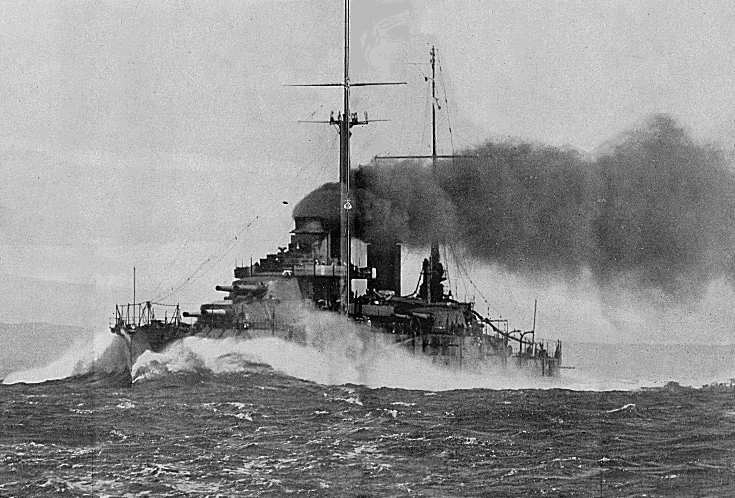
La dreadnought francese Paris durante una prova di velocità

Le dreadnought erano spinte da due o quattro eliche: la Dreadnought stessa, e tutte le dreadnought britanniche, aveva gli alberi delle eliche azionati da turbine a vapore, mentre la prima generazione di dreadnought costruite in altre nazioni utilizzava ancora i motori a vapore a tripla espansione già divenuti standard per le precedenti corazzate policalibro.
A parità di volume delle macchine, le turbine offrivano una maggiore potenza rispetto ai motori a movimento alternativo e questo, unitamente alla collaborazione offerta dallo stesso inventore della turbina a vapore, Charles Algernon Parsons, convinse la Royal Navy a optare fin da subito per esse. Si dice spesso che le turbine avevano anche il beneficio aggiuntivo di essere più pulite e affidabili dei motori alternativi, sebbene nel 1905 i modelli di motore alternativo disponibili fossero ormai più affidabili dei modelli precedenti. Le turbine presentavano però anche svantaggi: alla velocità di crociera, molto più bassa della massima velocità, le turbine erano marcatamente meno efficienti rispetto ai motori alternativi per quanto riguardava il consumo di carburante, una caratteristica molto importante per marine militari che richiedevano per le loro navi una lunga autonomia (come quella statunitense, che pianificava una guerra contro il Giappone nelle acque delle Filippine dopo una lunga traversata dell'oceano Pacifico); la soluzione a questo problema, che alla fine fu adottata in via generale, fu quella di costruire turbine con riduttori, dove degli ingranaggi riducevano il tasso di rotazione delle eliche dando quindi una maggiore efficienza: questa soluzione richiedeva estrema precisione tecnica nella costruzione degli ingranaggi, e quindi fu difficile da implementare.
Un'alternativa alle turbine fu l'adozione della trasmissione turbo-elettrica, dove le turbine a vapore venivano usate per generare corrente elettrica che era poi impiegata per azionare i motori veri e propri; questa soluzione fu particolarmente apprezzata dalla United States Navy, che la impiegò per tutte le sue dreadnought costruite tra il 1915 e il 1922. I vantaggi di questo metodo erano il suo basso costo, la possibilità di adottare una compartimentazione subacquea molto stretta, e buone prestazioni di poppa; gli svantaggi erano rappresentati dal fatto che le macchine erano pesanti e vulnerabili a danni riportati in combattimento, in particolare in caso di allagamenti degli apparati elettrici. I motori Diesel furono presi in considerazione da alcune nazioni come alternativa alle turbine: questi offrivano un'autonomia molto elevata e richiedevano meno spazio in lunghezza per essere montati, ma erano anche più pesanti, necessitavano di maggiore spazio in verticale, offrivano meno potenza e in generale venivano ritenuti inaffidabili.

#### Il carburante
La prima generazione di dreadnought impiegava il carbone come carburante per le caldaie che alimentavano le turbine a vapore; il carbone era impiegato come carburante fin dalle prime navi a vapore militari, ma presentava diversi svantaggi: caricare il carbone nei serbatoi della nave e trasportarlo poi da questi alle caldaie richiedeva molto lavoro, le caldaie si intasavano di cenere, la combustione generava una densa nube di fumo nero che indicava la posizione di una flotta a chilometri di distanza e interferiva con la visibilità, le segnalazioni e il controllo del tiro della nave, e il carbone stesso aveva un relativamente basso rendimento termodinamico.
Una propulsione basata sulla combustione di olio combustibile offriva maggiori vantaggi sia per i progettisti sia per gli ufficiali in mare: l'olio produceva un fumo meno denso riducendo la visibilità della nave sulle lunghe distanze, e poteva essere riversato nelle caldaie tramite semplici tubature senza impiegare per questo squadre numerose di fuochisti; l'olio aveva un rendimento termodinamico circa doppio del carbone, e questo comportava da un lato che le caldaie stesse potevano essere più piccole, dall'altro che a parità di volume di carburante una nave alimentata a olio sviluppava un'autonomia maggiore di una alimentata a carbone. Vi erano comunque alcuni problemi tecnici con l'alimentazione a olio combustibile, connessi alla differente distribuzione dei pesi rispetto a un'equivalente quantità di carbone, e alla difficoltà a pompare un liquido così viscoso; il problema principale, comunque, era la necessità per molti Stati di dover importare l'olio combustibile da fonti esterne: per tale ragione, diverse marine militari adottarono una propulsione ad alimentazione duale, bruciando nelle caldaie carbone spruzzato con olio combustibile.
Gli Stati Uniti disponevano di larghe riserve di olio combustibile e la Marina statunitense fu la prima ad introdurre la propulsione alimentata a olio, adottata per la prima volta per le unità classe Nevada del 1911. Nel Regno Unito, l'ammiraglio Fisher sostenne la necessità di un'alimentazione a olio fin dal 1901, ma questa fu adottata solo a partire dalla classe Queen Elizabeth del 1912; già per la successiva classe Revenge si prospettò l'ipotesi di adottare un'alimentazione mista carbone-olio, ma Fisher insistette per mantenere unicamente la propulsione a olio combustibile. Svariate altre marine militari mantennero l'alimentazione mista almeno fino alla conclusione della prima guerra mondiale.

## La costruzione delle dreadnought

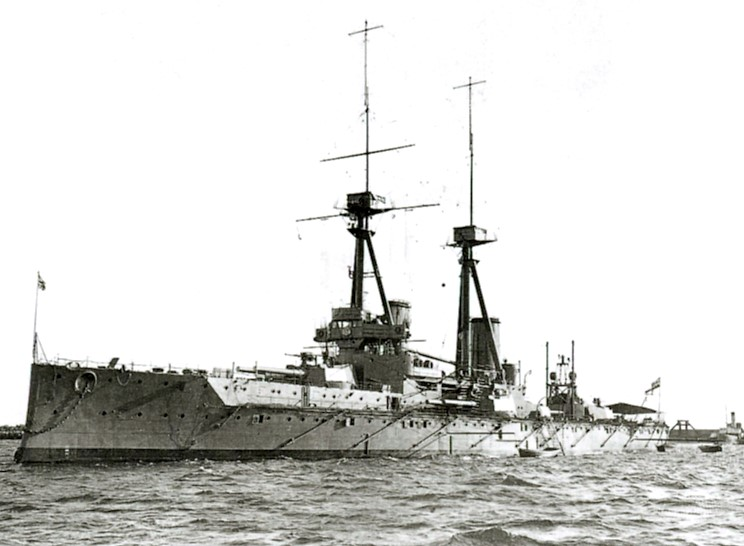
La ', primo diretto successore della HMS Dreadnought

Lo sviluppo delle dreadnought si inserì in una corsa internazionale agli armamenti navali già iniziata negli anni 1890: la Royal Navy aveva un notevole vantaggio numerico sulle rivali in materia di corazzate policalibro, ma diverse nazioni come Stati Uniti, Giappone e Germania, avviate a costruire proprie grandi flotte nazionali, stavano ormai progettando o mettendo in cantiere unità secondo lo schema della all-big-gun ship e per continuare a garantirsi il primato sui mari il Regno Unito si impegnò ben presto a procurarsi un solido nucleo di queste nuove unità.
La corsa alle dreadnought accelerò ben presto, ponendo oneri sempre più consistenti alle finanze dei governi impegnati in essa. La realizzazione delle prime dreadnought non era più costosa della costruzione delle corazzate policalibro di ultima generazione, ma il costo delle navi da battaglia non fece che aumentare con il passare del tempo: la costruzione della Dreadnought costò 1 783 000 sterline (171 milioni al cambio attuale), cifra di poco superiore a 1 540 000 sterline (148 milioni odierni) necessario per la costruzione di un'unità dell'ultima classe di pre-dreadnought britanniche, la classe Nelson; otto anni più tardi, la realizzazione di una dreadnought della nuova classe Queen Elizabeth necessitava di 2 300 000 sterline (202 milioni odierni). Nonostante il loro costo, le dreadnought divennero un elemento cruciale del potere navale di uno Stato: ogni nave da battaglia era un simbolo del prestigio e della potenza di una nazione, similmente alle testate nucleari durante l'epoca della guerra fredda; tutte le più importanti nazioni europee come Germania, Francia, Russia, Italia e Austria-Ungheria avviarono programmi di costruzione di proprie dreadnought, e diverse potenze secondarie come Impero ottomano, Argentina, Cile e Brasile commissionarono ai cantieri britannici o statunitensi la costruzione di proprie dreadnought.

### La corsa anglo-tedesca alle dreadnought

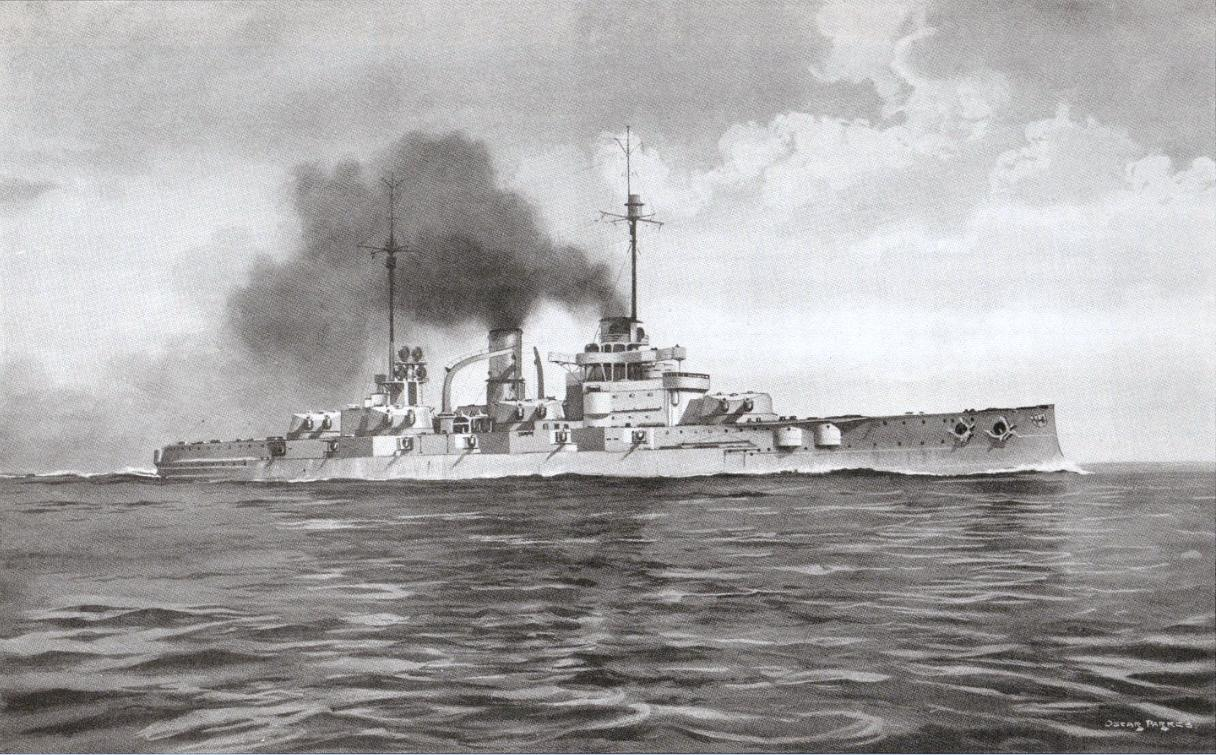
Illustrazione della, prima dreadnought di costruzione tedesca

La realizzazione della Dreadnought coincise con un periodo di tensioni crescenti tra Regno Unito e Germania: il nuovo Stato tedesco aveva dato avvio negli anni 1890 alla costruzione di una grande flotta da battaglia, come parte di una deliberata politica volta a intaccare la superiorità navale dei britannici; dopo la stipula dell'Entente Cordiale tra Regno Unito e Francia nell'aprile 1904, divenne chiaro che il principale nemico dei britannici sarebbe stato la Germania, avviata ormai alla costruzione di una grande e moderna flotta sotto i dettami delle leggi navali promosse dal großadmiral Alfred von Tirpitz. La rivalità anglo-tedesca per il predominio sui mari gettò le basi per la costruzione delle due più grandi flotte di dreadnought nel periodo precedente la prima guerra mondiale.
La risposta tedesca alla Dredanought fu la classe Nassau, impostata nel 1907, seguita poi dalla classe Helgoland del 1909 per un totale di dieci nuove navi da battaglia costruite o in costruzione, contrapposte alle dodici unità realizzate dai britannici nel medesimo periodo; le unità britanniche erano più veloci e potenti delle loro equivalenti tedesche, ma un rapporto di 12 a 10 nelle nuove costruzioni era molto lontano dal rapporto di 2 a 1 che la Royal Navy puntava a mantenere. Nel 1909 il parlamento britannico autorizzò la costruzione di quattro nuove navi da battaglia con la speranza che la Germania sarebbe stata disposta a negoziare un trattato per la fissazione di limiti numerici alla realizzazione di nuove dreadnought; se ciò non fosse stato possibile, altre quattro navi da battaglia sarebbero state autorizzate nel 1910. Unito ad alcune riforme sociali, l'aumento delle tasse necessario a sostenere questo piano di costruzioni innescò una crisi costituzionale nel Regno Unito tra il 1909 e il 1910, ma le otto unità progettate, tra cui le quattro super-dreadnought della nuova classe Orion, furono tutte messe in costruzione unitamente a dei nuovi incrociatori da battaglia per Australia e Nuova Zelanda; nello stesso periodo, la Germania impostò solo tre nuove navi da battaglia, portando la superiorità del Regno Unito a 22 dreadnought a 13. La fermezza dei britannici dimostrata dal loro programma di costruzioni portò i tedeschi a cercare una fine negoziata alla corsa agli armamenti: il nuovo obiettivo dell'Ammiragliato di Londra di un vantaggio del 60% rispetto alla Germania si avvicinava all'offerta di Tirpitz di un rapporto del 50% tra le due marine, ma i colloqui naufragarono sulla questione se le navi da battaglia costruite per le nazioni del Commonwealth dovessero essere comprese nel conteggio, oltre che per via di questioni non navali come le richieste tedesche per il riconoscimento del loro possesso dell'Alsazia-Lorena.
La corsa alle dreadnought si intensificò tra il 1910 e il 1911, con la Germania che impostò quattro navi da battaglia ogni anno e il Regno Unito che ne impostò cinque. La tensione raggiunse il massimo con l'approvazione della legge navale tedesca del 1912: questa proponeva la costruzione di una flotta di 33 tra dreadnought e incrociatori da battaglia, superando così la consistenza della squadra navale britannica schierata nelle acque di casa; a peggiorare la situazione per il Regno Unito, gli alleati della Germania iniziarono a loro volta a realizzare proprie dreadnought: l'Italia impostò due nuove unità in aggiunta alle quattro già costruite o in costruzione, mentre l'Austria-Ungheria impostò le sue prime quattro dreadnought. Incrementare ulteriormente il ritmo delle costruzioni era impossibile per il Regno Unito visti gli alti costi dei programmi di Stato sociale avviati all'epoca, e ritirarsi dal Mediterraneo per concentrarsi unicamente nella difesa delle isole britanniche era politicamente inaccettabile e pericoloso per la stabilità dell'Impero britannico; vista la situazione, il nuovo primo lord Winston Churchill spinse il governo britannico ad abbandonare la precedente politica e a cercare una solida alleanza con la Francia, in modo da affidare ai francesi la gestione della situazione nel Mediterraneo mentre i britannici si concentravano nel Mare del Nord per fronteggiare i tedeschi. Tra il 1912 e il 1913 il Regno Unito impostò dieci super-dreadnought delle nuove classi Queen Elizabeth e Revenge, introducendo nuovi miglioramenti in fatto di armamento, velocità e corazzatura; nello stesso periodo, la Germania impostò solo cinque nuove dreadnought, visto che molte risorse furono spostate per potenziare l'esercito

### Stati Uniti e Giappone

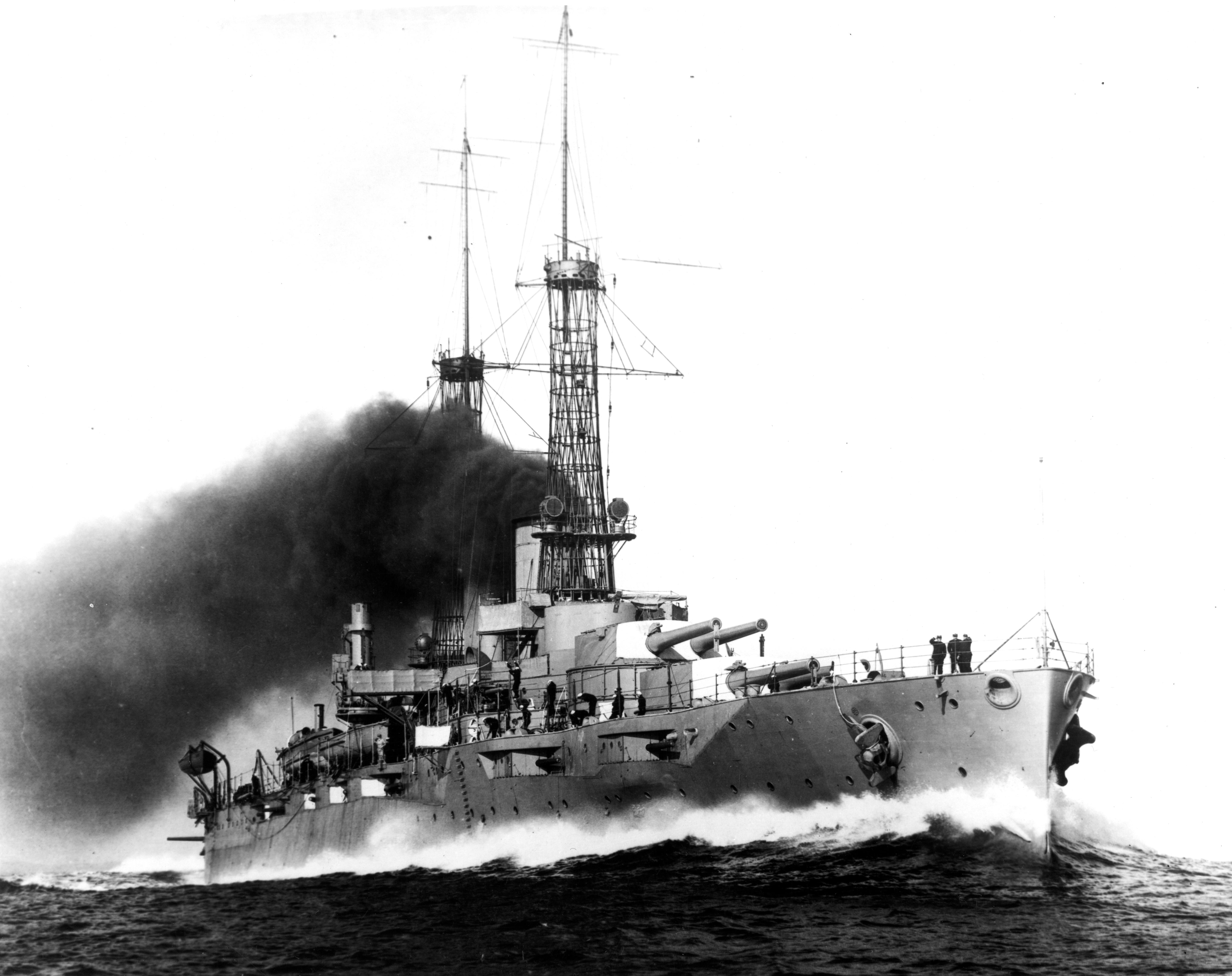
La nel 1915 durante prove alla massima velocità

Le unità statunitensi della classe South Carolina furono le prime dreadnought completate da uno dei rivali del Regno Unito; la pianificazione delle stesse South Carolina era avvenuta prima del varo della Dreadnought, e vi sono alcune speculazioni sul fatto che i progettisti statunitensi fossero stati influenzati nei loro studi da contatti informali con ufficiali della Royal Navy simpatizzanti. Il Congresso degli Stati Uniti d'America autorizzò la Marina a costruire due navi da battaglia ma senza superare il dislocamento di 16 000 tonnellate: come risultato, le South Carolina dovevano rispettare limiti più rigidi rispetto alla Dreadnought, e per fare il miglior uso del peso riservato all'armamento tutti i cannoni da 305 mm furono montati lungo l'asse centrale in torri sovrapposte, il che garantiva un fuoco di bordata uguale alla Dreadnought ma imbarcando un minor numero di pezzi. Sempre per economizzare sul peso, le South Carolina ricevettero motori a vapore a tripla espansione invece che turbine, e di conseguenza potevano sviluppare solo 18,5 nodi di velocità massima (34,3 km/h) in luogo dei 22,5 nodi (41,7 km/h) della Dreadnought. Per tali ragioni, le prime "vere" dreadnought statunitensi sono spesso considerate quelle della classe Delaware del 1907; solo dopo pochi anni dall'entrata in servizio, le South Carolina non potevano più operare tatticamente insieme alle altre dreadnought a causa della loro bassa velocità, e furono destinate a operare insieme alle più vecchie pre-dreadnought
Le due unità classe Delaware furono le prime navi da battaglia statunitensi a raggiungere la velocità delle dreadnought britanniche; la decisione di realizzare la classe come navi da dieci cannoni e 20 500 tonnellate di dislocamento invece che da dodici cannoni e 24 000 tonnellate fu molto criticata: la batteria secondaria soffriva a causa degli spruzzi di acqua di mare e la prua era molto bassa sull'acqua. Lo schema alternativo per una nave da dodici cannoni presentava pro e contro, perché i due cannoni in più e una casamatta più bassa avevano dei "costi nascosti": le due torrette laterali indebolivano la tenuta del ponte superiore, e i magazzini delle munizioni per esse venivano a trovarsi molto vicini alle fiancate della nave, debolmente protette contro attacchi subacquei. La Marina statunitense continuò a espandere la sua flotta da battaglia impostando due nuove dreadnought all'anno fino al 1920; gli statunitensi continuarono a prediligere i motori a triplice espansione fino alla classe Nevada del 1912, che montò per la prima volta delle turbine: ciò era dato da un lato da un approccio molto più cauto alla costruzione di questa nuova tipologia di unità, e dall'altro dalla preferenza per una elevata autonomia alla massima velocità.

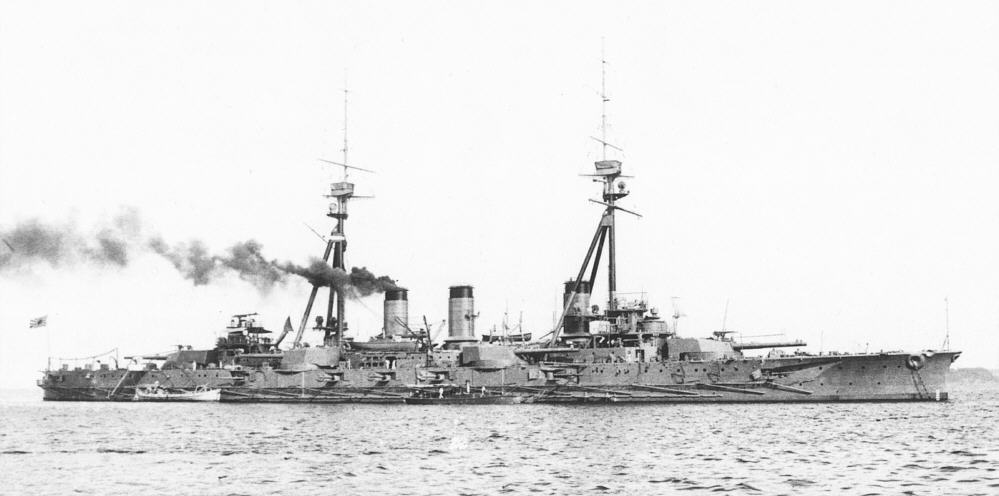
La nave da battaglia giapponese Settsu

Dopo la sua vittoria nella guerra russo-giapponese del 1904-05, il Giappone iniziò a essere preoccupato per un potenziale conflitto contro gli Stati Uniti; il teorico Satō Tetsutarō sviluppò la teoria secondo cui il Giappone doveva possedere una flotta da battaglia almeno pari al 70% di quella statunitense: ciò doveva garantire ai nipponici la possibilità di vincere due battaglie decisive, una contro la United States Pacific Fleet all'inizio della guerra e una contro la United States Atlantic Fleet che sarebbe inevitabilmente accorsa in aiuto della prima. La prima priorità per il Giappone fu inizialmente quella di ripristinare le pre-dreadnought catturate ai russi al termine del conflitto, e di completare le nuove unità della classe Satsuma appena impostate; le Satsuma furono progettate prima della Dreadnought, ma ristrettezze finanziarie date dal recente conflitto comportarono il loro allestimento con un armamento in calibro misto, tanto da farle classificare come "semi-dreadnought". Le successive unità della classe Kawachi, impostate nel 1909 e completate nel 1912, furono le prime dreadnought giapponesi vere e proprie, equipaggiate come erano di dodici cannoni da 305 mm che tuttavia appartenevano a due diversi modelli con differente lunghezza della canna, fatto che rendeva difficile il controllo del fuoco nei tiri a lunga distanza.

### Altre nazioni

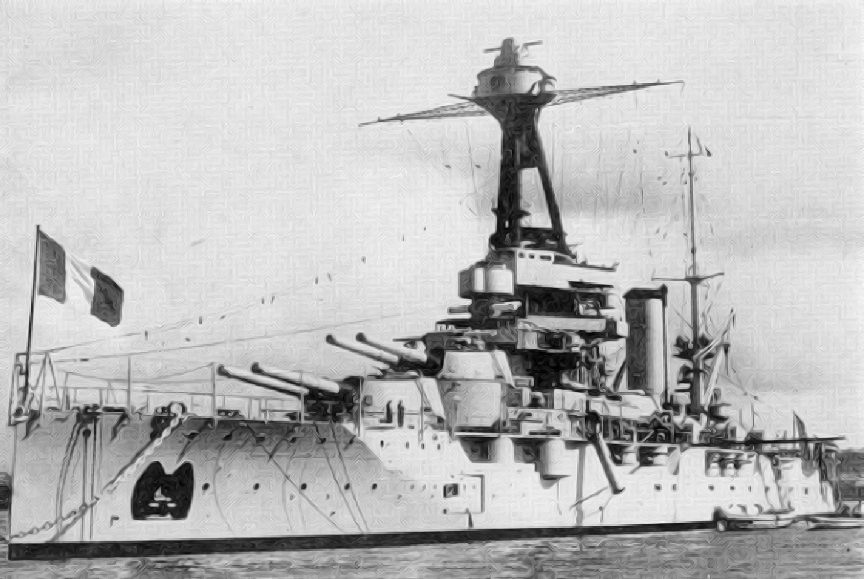
La dreadnought francese Provence, della classe Bretagne

Rispetto ad altre nazioni la Francia fu lenta a iniziare la costruzione di dreadnought, insistendo per completare prima la pianificata classe Danton di pre-dreadnought consistente in sei unità impostate tra il 1907 e il 1908; solo nel settembre 1910 fu impostata la prima dreadnought della nuova classe Courbet, facendo della Francia l'undicesima nazione a entrare in campo nella "corsa alle dreadnought". Nel suo studio del 1911, Paul Bénazet sostenne che tra il 1896 e il 1911 la Francia decadde dal secondo al quarto posto nella classifica delle maggiori potenze navali mondiali, e attribuì ciò a problemi di routine di manutenzione e di abbandono; la stretta alleanza stipulata con il Regno Unito rese comunque questa ridotta forza più che adeguata per i bisogni della Francia.
La Regia Marina italiana iniziò la costruzione della sua prima dreadnought, la Dante Alighieri, nel 1909, dopo voci circa l'avvio della realizzazione di un'unità simile da parte dell'Austria-Ungheria; a questa seguirono altre cinque dreadnought, tre della classe Conte di Cavour del 1910 e due della classe Caio Duilio del 1913, consentendo alla marina italiana di mantenere un certo vantaggio sui suoi avversari austro-ungarici. La costruzione delle unità classe Francesco Caracciolo fu cancellata alla fine del primo conflitto mondiale e le Cavour e le Duilio, ricostruite e rimodernate, costituirono il cuore della flotta da battaglia italiana fino all'inizio della seconda guerra mondiale.

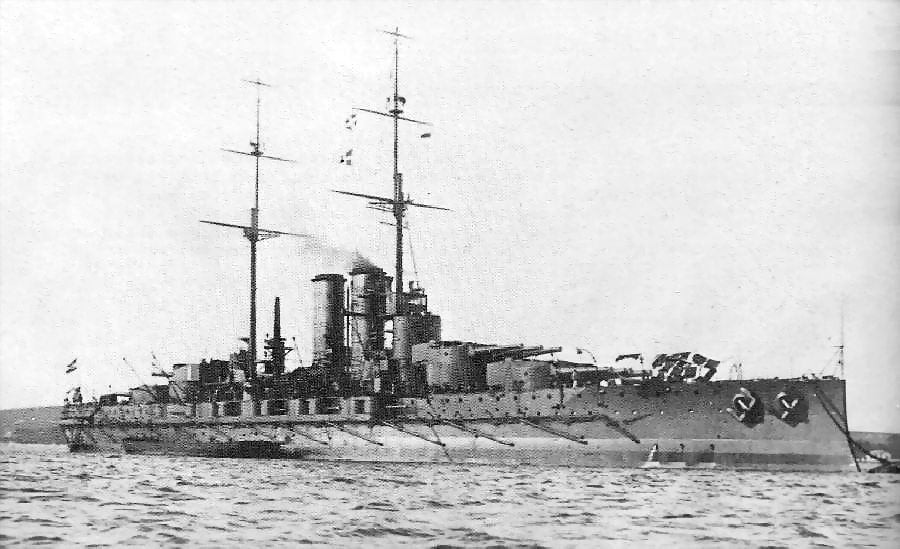
La dreadnought austro-ungarica

Nel gennaio 1909, gli ammiragli austro-ungarici fecero circolare un documento in cui chiedevano l'immediata costruzione di una flotta di quattro dreadnought. Una crisi costituzionale in corso nell'impero tra il 1909 e il 1910 impedì che nuove costruzioni fossero approvate dal governo, ma ciò nonostante due dreadnought furono impostate per decisioni spontanee degli stessi costruttori navali, in particolare grazie alle manipolazioni messe in piedi dal capo di stato maggiore della marina ammiraglio Rudolf Montecuccoli; queste costruzioni furono poi confermate dal governo unitamente all'ordine per altre due unità. Le prime quattro dreadnought della classe Tegetthoff dovevano essere seguite da altre quattro unità della nuova e più potente classe Ersatz Monarch, ma queste furono cancellate allo scoppio della prima guerra mondiale.

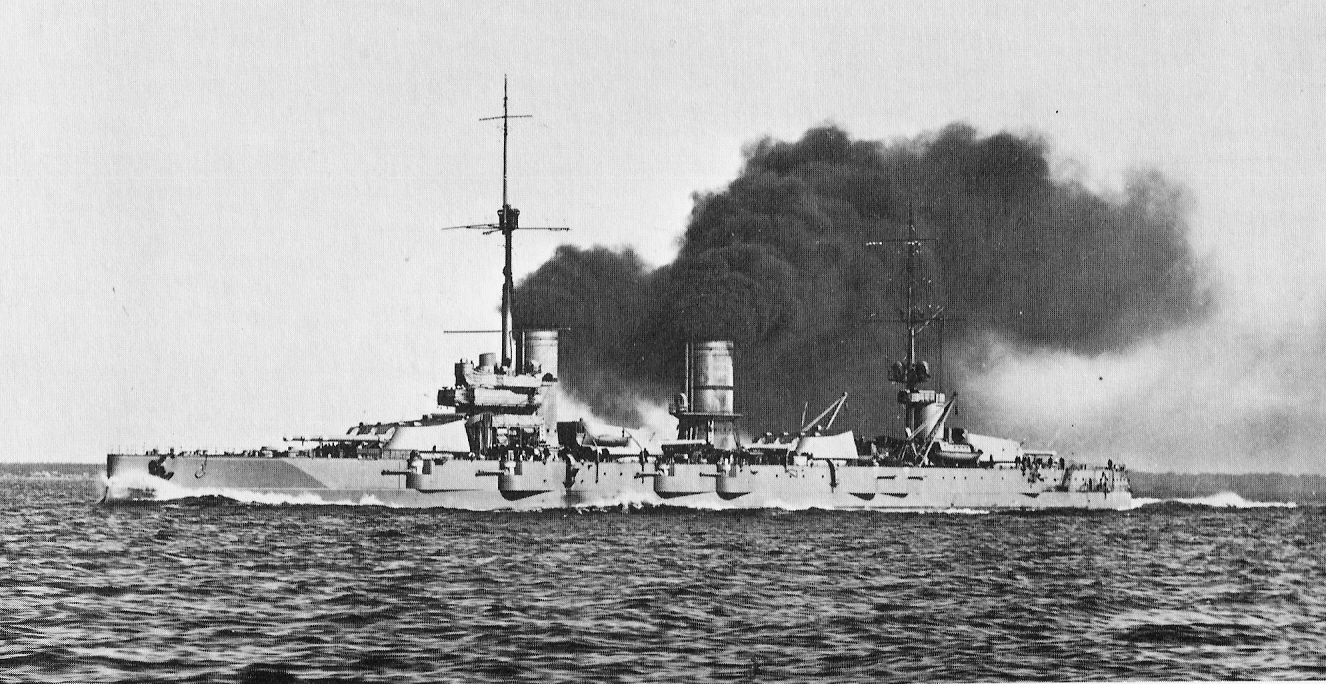
La dreadnought russa Poltava nel 1916

Nel giugno 1909 l'Impero russo avviò la costruzione di quattro dreadnought della classe Gangut per la Flotta del Baltico, seguite nell'ottobre 1911 da altre tre unità della classe Imperatrica Marija assegnate alla Flotta del Mar Nero; delle sette unità solo una fu completata nei quattro anni stabiliti per la sua realizzazione, e come risultato le dreadnought russe risultarono piuttosto obsolete una volta entrate in servizio: le unità russe assomigliavano più a dei lenti incrociatori da battaglia piuttosto che a vere e proprie dreadnought, a causa dei loro cannoni di calibro più piccolo e della corazzatura più sottile delle dreadnought loro contemporanee. La Spagna realizzò tre unità della classe España, di cui la prima fu impostata nel 1909: costruite nei cantieri spagnoli con l'assistenza dei britannici, le unità risultarono le più piccole dreadnought mai realizzate, ma i lunghi ritardi dovuti al blocco delle forniture di materiali critici dal Regno Unito (in particolare le artiglierie) a causa della prima guerra mondiale fecero sì che all'entrata in servizio le navi risultassero ormai obsolete per i canoni del loro tempo.

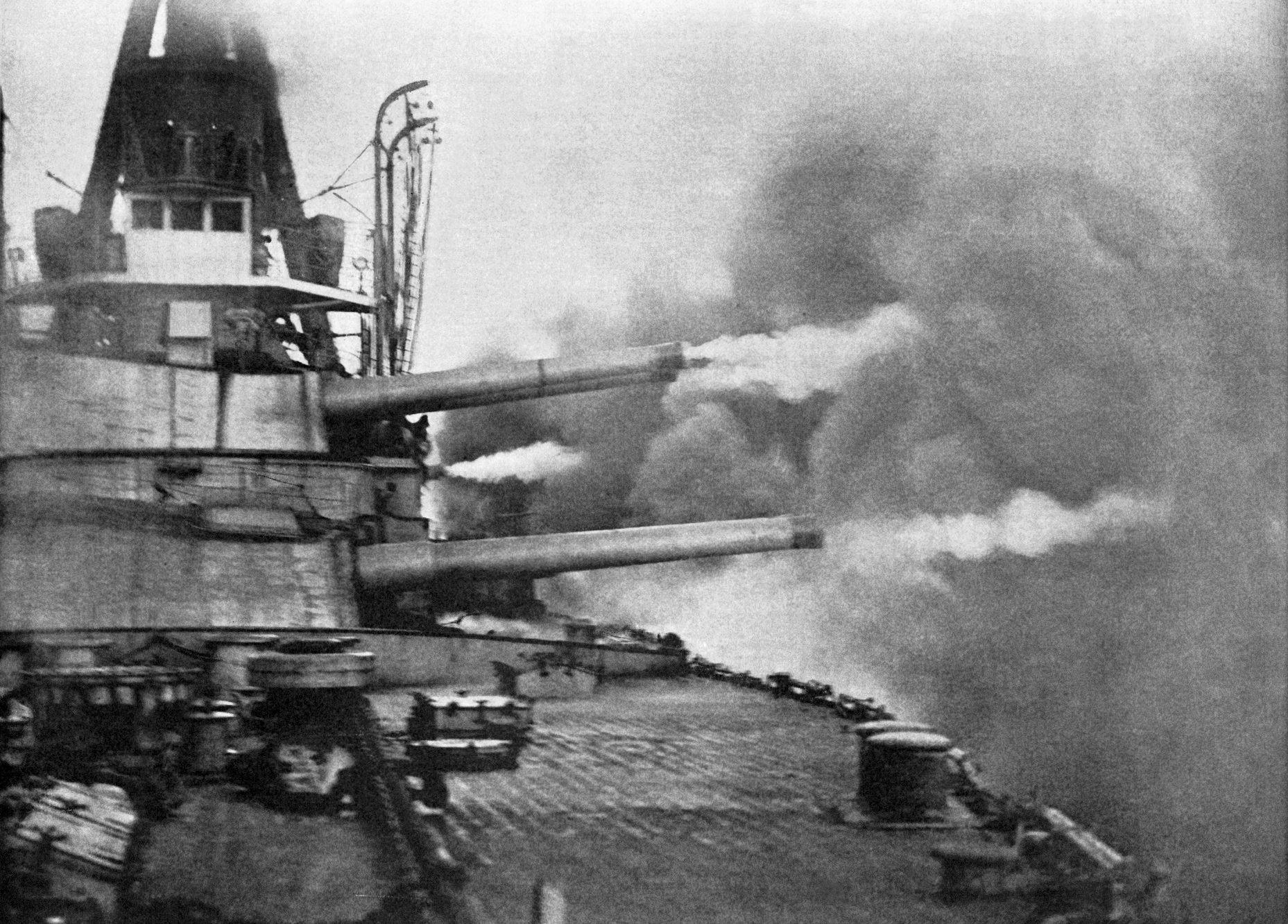
Prove di tiro per i grossi calibri della nave da battaglia brasiliana Minas Geraes

Il Brasile fu la terza nazione al mondo a disporre la costruzione di una dreadnought vera e propria: nel 1907 il governo brasiliano commissionò ai cantieri britannici due unità della classe Minas Geraes, poi entrate in servizio con la Marinha do Brasil nel 1910; le navi risultavano potentemente armate, imbarcando dodici cannoni da 305 mm in sei torri binate, la più pesante batteria principale imbarcata da un'unità da guerra dell'epoca. I Paesi Bassi avviarono piani nel 1912 per rimpiazzare le loro pre-dreadnought con una flotta di moderne corazzate monocalibro: nell'agosto 1913 una regia commissione propose l'acquisto di nove dreadnought innescando una lunga serie di discussioni in merito, ma nonostante una legge dell'agosto 1914 avesse stanziato una somma per la costruzione di quattro unità lo scoppio della prima guerra mondiale portò alla cancellazione di questo ambizioso piano.
L'Impero ottomano ordinò nel 1911 due dreadnought ai cantieri britannici, la Reshadiye e la Sultan Osman I, ma allo scoppio della prima guerra mondiale entrambe le unità, ormai quasi complete, furono requisite ed entrarono in servizio con la Royal Navy rispettivamente come HMS Erin e HMS Agincourt; la requisizione, e l'immediata offerta dei tedeschi agli ottomani di due unità in riparazione (l'incrociatore da battaglia SMS Goeben e l'incrociatore leggero SMS Breslau), fu un importante fattore per spingere l'Impero ottomano a entrare in guerra a fianco degli Imperi centrali. La Grecia ordinò una dreadnought alla Germania e una ai cantieri francesi, ma i lavori furono sospesi allo scoppio del primo conflitto mondiale e in sostituzione il governo ellenico acquistò dagli Stati Uniti due pre-dreadnought della classe Mississippi.

### Le super-dreadnought

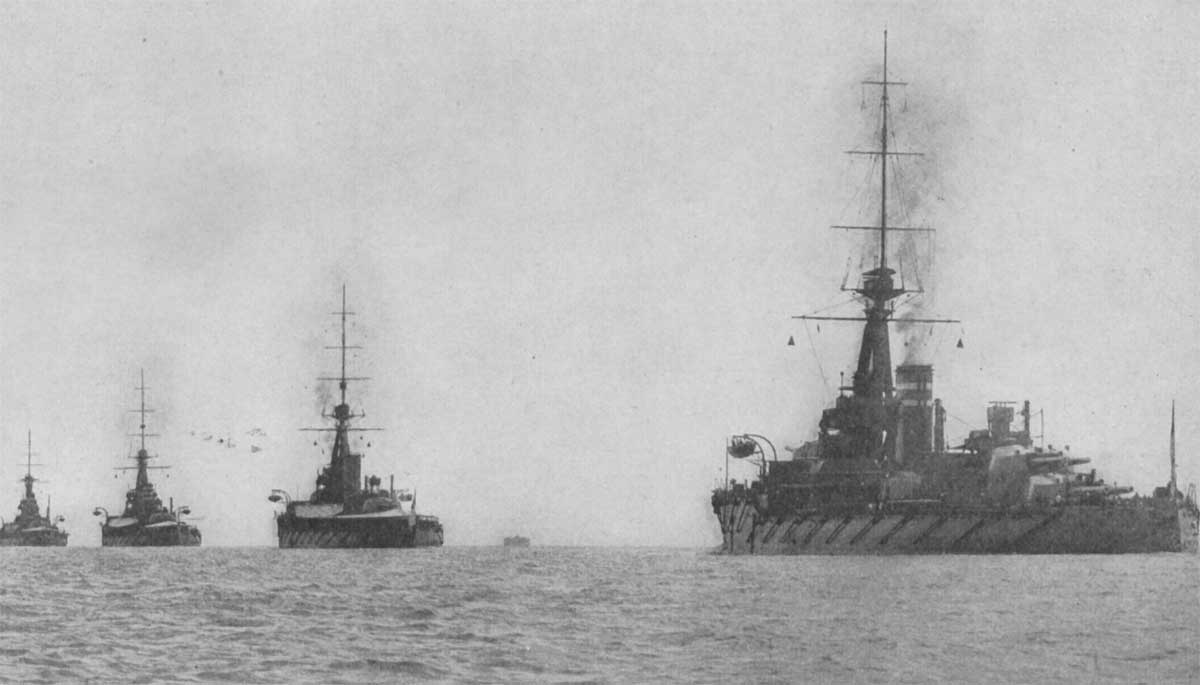
Linea di fila di super-dreadnought della classe Orion britannica

Appena cinque anni dopo l'entrata in servizio della Dreadnought, una nuova generazione di più potenti "super-dreadnought" era in costruzione. Le prime super-dreadnought sono generalmente considerate quelle della classe Orion britannica: ciò che le rendeva "super" era l'incremento del dislocamento di 2 000 tonnellate, l'introduzione dei nuovi cannoni da 343 mm e la collocazione dell'armamento unicamente lungo l'asse centrale della nave; nei quattro anni intercorsi tra la Dreadnought e la Orion il dislocamento era aumentato del 10% e la potenza di fuoco in bordata era raddoppiata.
Le super-dreadnought britanniche furono ben presto raggiunte anche da unità di altre nazioni. In risposta ai 343 mm portati dalle Orion, la statunitense classe New York, impostata nel 1911, imbarcò cannoni da 356 mm, calibro divenuto poi standard nella United States Navy. Il Giappone impostò le due super-dreadnought della classe Fuso nel 1912 seguite poi dalle due classe Ise nel 1914: entrambe le classi imbarcavano dodici cannoni da 356 mm; nel 1917 furono ordinate le unità della classe Nagato, le prime dreadnought a imbarcare pezzi da 406 mm che le rendevano probabilmente le più potenti navi da battaglia all'epoca in circolazione, e per la prima volta interamente realizzate con componenti di produzione giapponese senza alcun elemento di importazione. In Francia, le Courbet furono seguite da tre super-dreadnought della classe Bretagne, unità che imbarcavano cannoni da 340 mm; altre cinque unità della più potente classe Normandie furono cancellate allo scoppio della prima guerra mondiale. L'entrata in servizio delle dreadnought brasiliane innescò una piccola corsa agli armamenti in Sudamerica: l'Argentina ordinò ai cantieri statunitensi due super-dreadnought della classe Rivadavia, armate come le Minas Geraes brasiliane ma dotate di una corazzatura molto più pesante, il Cile ordinò ai cantieri britannici due super-dreadnought della classe Almirante Latorre, armate con dieci pezzi da 360 mm, anche se poi solo una fu effettivamente consegnata ai cileni al termine della prima guerra mondiale.
Le super-dreadnought britanniche di ultima generazione, le unità della classe Queen Elizabeth, montarono l'armamento in torri poste lungo l'asse dello scafo in modo da liberare peso e volume per l'installazione di caldaie a olio combustibile di più grandi dimensioni; l'eliminazione di una torre fu compensata dall'introduzione in servizio dei nuovi cannoni da 381 mm, mentre la cintura corazzata fu ispessita e fu introdotta una nuova protezione subacquea. L'elevata velocità di 25 nodi (46 km/h) sviluppabile dalle Queen Elizabeth le fece classificare come la prima generazione di "corazzate veloci".

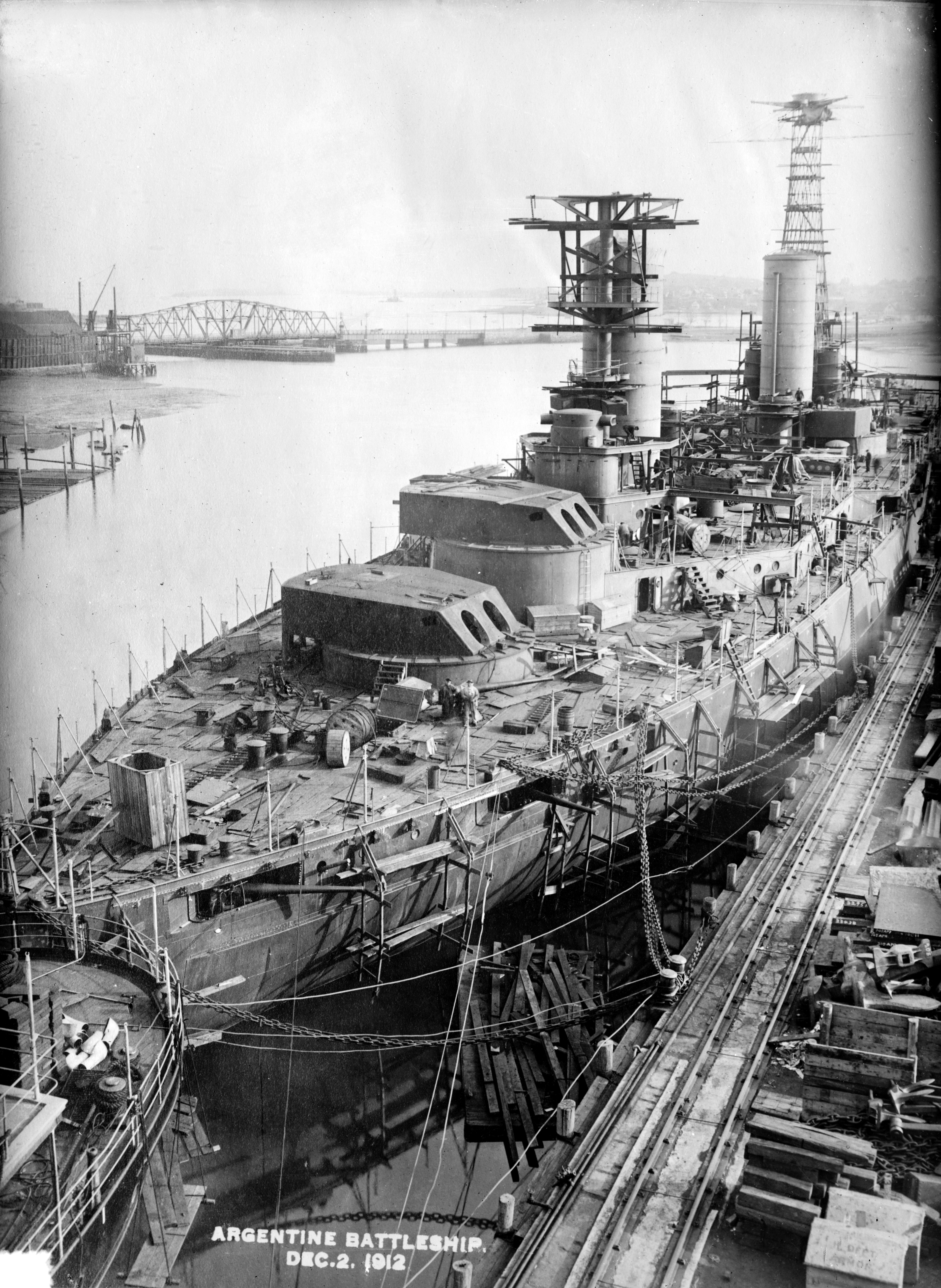
La dreadnought argentina, prima della sua classe, in costruzione

La debolezza di progettazione delle super-dreadnought, che le distinse dalle navi da battaglia progettate nel primo dopoguerra, era nella disposizione della corazzatura. I loro progetti ponevano enfasi sulla protezione verticale necessaria per i combattimenti a corto raggio, dove i proiettili si abbattevano sui lati delle navi, e presupponevano che una piastra esterna di armatura avrebbe bloccato l'esplosione di qualunque proiettile in arrivo in modo che le strutture interne cruciali, come le basi delle torri, necessitassero solo di una protezione più leggera per bloccare eventuali schegge; questo nonostante il fatto che le dreadnought potessero ormai ingaggiare il nemico anche a 18 000 metri di distanza, raggio dove i proiettili scendevano con un angolo di inclinazione anche di 30° (il cosiddetto "fuoco in precipitazione") potendo quindi atterrare dietro le piastre esterne della corazzatura arrivando a colpire direttamente le strutture interne. I progettisti del dopoguerra dovettero prevedere ponti corazzati spessi da 130 a 150 mm per la protezione dall'alto, mentre le piastre verticali furono rese ancora più spesse; nella progettazione delle navi da battaglia si fece strada il concetto di "zona di immunità", ovvero la distanza più o meno ampia dalla nave nemica in cui sia il tiro orizzontale che quello con traiettoria balistica risultavano entrambi inefficaci contro la corazzatura. Un ulteriore elemento di debolezza era poi la scarsa protezione dalle insidie subacquee, data da progetti concepiti prima che l'uso dei siluri si diffondesse nelle battaglie navali.
La standard type battleship ("nave da battaglia di tipo standard") della United States Navy, di cui i primi esemplari furono le unità della classe Nevada, fu progettata già tenendo conto dei problemi legati ai combattimenti a lunga distanza e al fuoco in precipitazione; la prima unità fu impostata nel 1912, quattro anni prima che la battaglia dello Jutland rendesse palesi i pericoli causati dal tiro a lunga distanza. Importanti elementi della standard type battleship statunitense furono anche le filosofie progettuali della corazzatura "tutto o niente" e del sistema di costruzione "a zattera", secondo cui solo le parti veramente importanti della nave dovevano essere blindate contro tutte le minacce e la conseguente corazzatura doveva mantenere una sufficiente riserva di spinta per mantenere a galla l'intera nave nel caso in cui le zone non protette di prua e poppa non corazzate fossero state perforate e allagate dal tiro nemico. Questo schema mostrò la sua validità durante la battaglia navale di Guadalcanal del 1942, quando la USS South Dakota rimase a galla e operativa nonostante avesse incassato 26 colpi di grosso calibro sparati dalle navi da battaglia giapponesi.

## Le dreadnought in azione

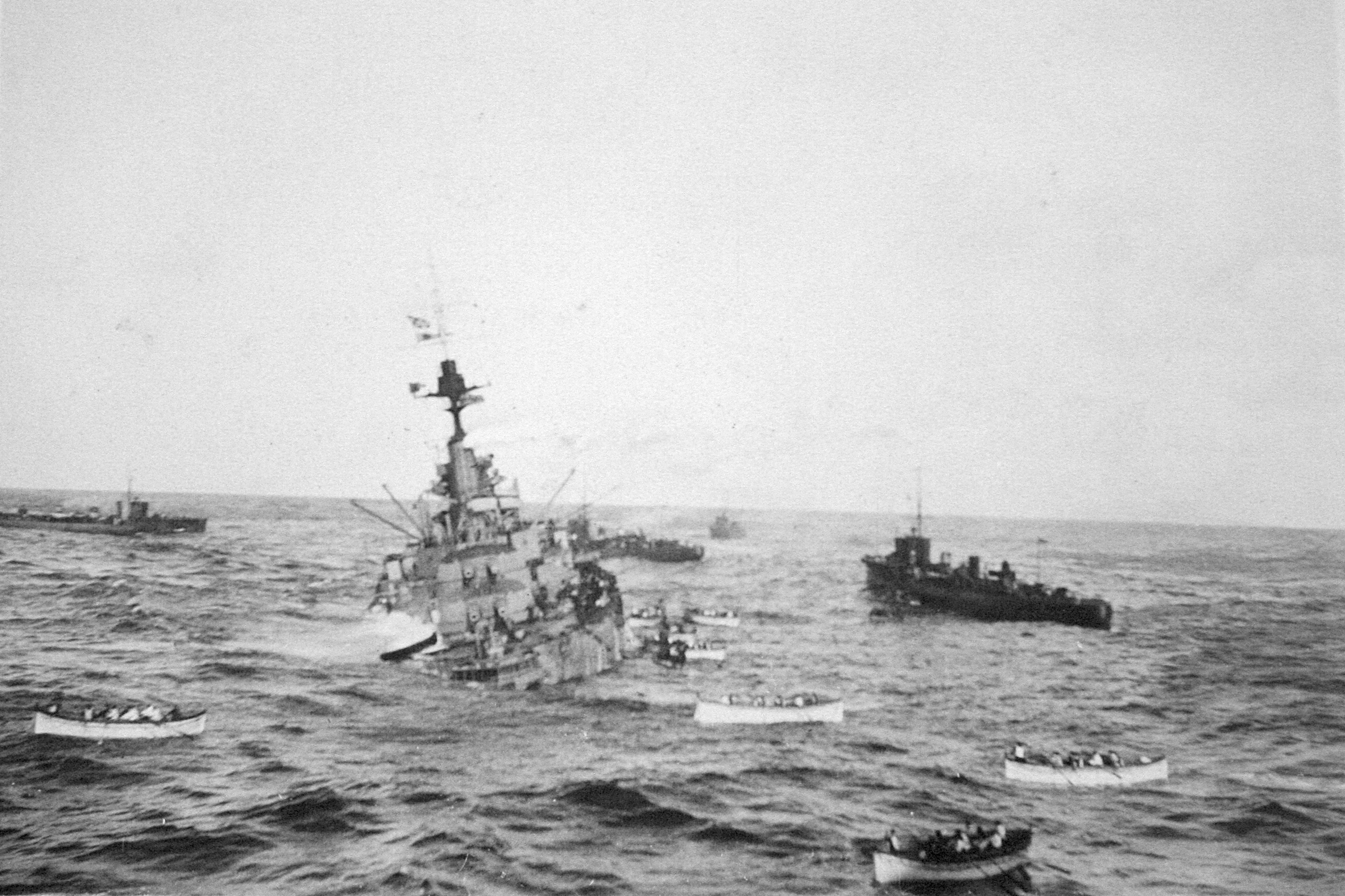
La nave da battaglia affonda dopo aver urtato una mina nell'ottobre 1914

La prima guerra mondiale fu quasi l'opposto del tipo di conflitto per le quali le dreadnought erano state concepite: durante la guerra non ci fu alcuna grande e decisiva battaglia navale sul tipo di Tsushima, il ruolo delle navi da battaglia fu marginale nella guerra terrestre in Francia e sul fronte orientale e poco significativo nella guerra tedesca al traffico navale degli Alleati e nel blocco imposto da questi a danno della Germania.
Grazie alla posizione geografica, la Royal Navy fu in grado con relativa facilità di rinchiudere la flotta d'alto mare tedesca (Hochseeflotte) all'interno del bacino del Mare del Nord, anche se non fu in grado di infrangere la superiorità tedesca nel mar Baltico. Entrambe le parti erano del resto consapevoli che, vista la larga superiorità numerica dei britannici, una qualsiasi battaglia navale aperta tra le due flotte si sarebbe certamente conclusa a favore della Royal Navy, e quindi la strategia tedesca fu improntata a cercare uno scontro limitato nelle più favorevoli condizioni possibili: ad esempio, inducendo uno scaglione della Grand Fleet britannica a combattere separato dal resto, o spingendo il nemico a ingaggiare battaglia vicino alle coste tedesche dove i campi minati, le siluranti e i sommergibili amici potevano riequilibrare i rapporti di forza.
I primi due anni di guerra videro un conflitto limitato nel Mare del Nord, caratterizzato da schermaglie tra le opposte squadre di incrociatori da battaglia che si risolsero negli scontri di Helgoland e di Dogger Bank e in una serie di incursioni tedesche contro le coste dell'Inghilterra; nel maggio 1916, un tentativo dei tedeschi di spingere uno scaglione della flotta britannica a combattere in condizioni sfavorevoli si risolse nella battaglia dello Jutland, il più grande scontro tra dreadnought mai verificatosi ma conclusosi con un risultato più che indecisivo. Negli altri teatri navali non si verificò nessuna decisiva battaglia navale campale: nel Mar Nero vi furono alcune poco significative schermaglie tra navi russe e ottomane, mentre nel Baltico le azioni furono in larga misura limitate ad attacchi contro i convogli e alla posa di sbarramenti di mine; nel mar Adriatico si verificò una situazione speculare a quella del Mare del Nord, con la flotta austro-ungarica imbottigliata nelle sue basi dal blocco navale impostole da italiani, francesi e britannici, mentre nel Mediterraneo l'unica azione di rilievo che vide impegnate le dreadnought fu il supporto agli sbarchi anfibi alleati durante la campagna di Gallipoli.

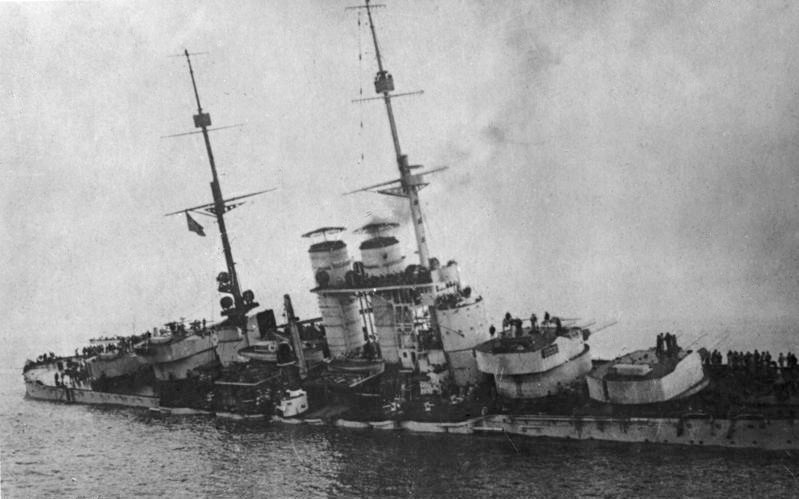
La dreadnought austro-ungarica affonda dopo essere stata silurata da un MAS italiano nel 1918

L'andamento del conflitto mise in luce la vulnerabilità delle navi da battaglia nei confronti di armi molto più economiche di esse. Nel settembre 1914 la minaccia dei sommergibili verso le unità di superficie fu messa in luce da una serie di vittoriose azioni degli U-boot tedeschi ai danni degli incrociatori britannici, compreso l'affondamento il 22 settembre 1914 di tre incrociatori corazzati britannici da parte di un unico sommergibile in un'azione durata appena un'ora; le mine rappresentarono un'altra grande insidia, testimoniata dall'affondamento il 27 ottobre 1914 per opera di esse della super-dreadnought HMS Audacious appena entrata in servizio. Lo Jutland fu l'unico maggior scontro tra opposte flotte di dreadnought della storia, ma anch'esso vide un notevole contributo da parte delle altre armi: il piano tedesco prevedeva di utilizzare i sommergibili per infliggere danni ai britannici prima che la battaglia vera e propria iniziasse, e la fuga della Hochseeflotte davanti alla superiore potenza di fuoco della Grand Fleet fu portata a termine grazie alle decise manovre di attacco di incrociatori e cacciatorpediniere, che spinsero i britannici a rompere il contatto per paura di un attacco in massa con i siluri. Per i tedeschi divenne palese che la Hochseeflotte non poteva prendere battaglia con il nemico senza l'assistenza dei sommergibili, e visto che essi erano destinati alla guerra al traffico mercantile le grandi navi da battaglia rimasero praticamente ferme in porto per tutto il resto del conflitto. L'insidia delle nuove armi fu la causa anche della perdita di due dreadnought austro-ungariche: la SMS Szent István fu affondata in mare aperto dopo essere stata sorpresa e silurata da un piccolo e veloce MAS italiano, mentre la SMS Viribus Unitis fu affondata in porto da sabotatori subacquei che applicarono cariche esplosive al suo scafo.

## Dopo il 1914
Lo scoppio della prima guerra mondiale bloccò in larga misura la corsa alle dreadnought, con fondi e risorse tecniche dirottate su più pressanti priorità: le fonderie destinate a forgiare i cannoni delle dreadnought furono destinate a produrre invece artiglieria per l'esercito, mentre i cantieri navali furono sommersi dalle richieste di costruzione di unità leggere e mercantili. Le potenze navali minori (Francia, Italia, Russia e Austria-Ungheria) bloccarono del tutto i loro programmi per nuove navi da battaglia, mentre Regno Unito e Germania continuarono a costruire dreadnought e incrociatori da battaglia ma a un ritmo ridotto: i britannici completarono le ultime unità delle classi Queen Elizabeth e Revenge, anche se le ultime due Revenge furono riclassificate come incrociatori da battaglia della classe Renown; Fisher insistette con la sua idea di navi potentemente armate e molto veloci anche a discapito di una corazzatura molto sottile, come negli incrociatori da battaglia classe Courageous che per i loro appena 76 mm di blindatura furono soprannominati "grandi incrociatori leggeri", ma la battaglia dello Jutland mise bene in luce quanto le unità britanniche risultassero vulnerabili e le sperimentazioni più ardite furono abbandonate. La Germania completò due unità della classe Bayern di super-dreadnought, entrambe già impostate prima del conflitto, ma altre due unità rimasero incomplete fino alla fine delle ostilità.
Nonostante la tregua nella costruzione di corazzate durante la guerra mondiale, gli anni tra il 1919 e il 1922 mostrarono il pericolo di una nuova corsa agli armamenti navali tra Regno Unito, Giappone e Stati Uniti. Le lezioni dello Jutland spinsero le marine militari a rivedere i loro progetti: l'Ammiragliato britannico si convinse finalmente che la protezione delle sue unità era insufficiente, e gli incrociatori da battaglia della classe Admiral, progettati nel 1916 ed entrati in servizio nei primi anni 1920, incrementarono così tanta corazzatura da raggiungere il dislocamento di 42 000 tonnellate. L'iniziativa della nuova corsa agli armamenti fu dovuta alle marine del Pacifico: il Naval Act of 1916 autorizzò la United States Navy ad avviare la costruzione di 156 nuove navi da guerra, tra cui dieci dreadnought e sei incrociatori da battaglia, portando per la prima volta gli Stati Uniti a minacciare il predominio britannico sui mari; questo programma partì lentamente (in parte a causa della necessità di assimilare le lezioni dello Jutland) e non fu mai interamente completato: le nuove unità statunitensi comunque (le dreadnought della classe Colorado e gli incrociatori da battaglia classe Lexington) rappresentarono un notevole salto di qualità rispetto alle britanniche Queen Elizabeth e Admiral, in particolare per l'imbarco di cannoni da 406 mm.

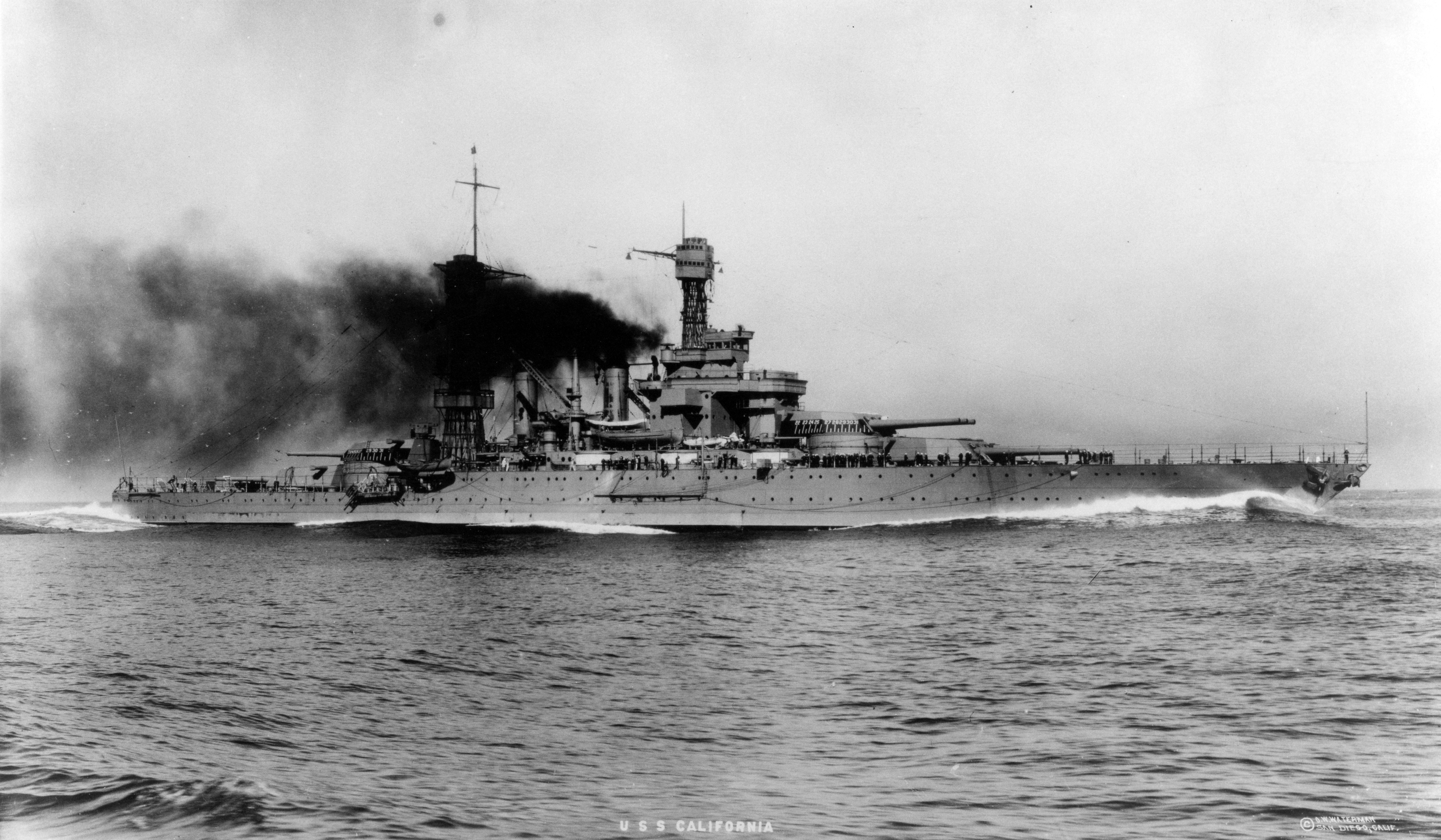
La, una delle due dreadnought classe Tennessee, durante delle prove ad alta velocità nel 1921

Allo stesso tempo, la Marina imperiale giapponese ottenne finalmente l'autorizzazione per una flotta "otto e otto" (otto dreadnought e otto incrociatori da battaglia). Dopo la classe Nagato impostata nel 1916, dreadnought armate con otto cannoni da 406 mm come le loro controparti statunitensi, l'anno successivo furono autorizzate altre due dreadnought e due incrociatori da battaglia: sia le prime, la classe Tosa, sia i secondi, la classe Amagi, dovevano imbarcare dieci pezzi da 406 mm. La corsa subì un'ulteriore svolta nel 1919, quando il presidente statunitense Woodrow Wilson propose un'ulteriore espansione della flotta chiedendo al Congresso i fondi per la costruzione di dieci dreadnought e sei incrociatori da battaglia in aggiunta a quelli già autorizzati dal programma del 1916; in risposta, la Dieta nazionale del Giappone autorizzò il completamento del programma "otto e otto" incorporandovi anche la costruzione di ulteriori quattro dreadnought, unità che avrebbero dovuto imbarcare nuovi cannoni da 457 mm.
Il Regno Unito, impoverito dalla grande guerra, dovette fronteggiare la prospettiva di essere lasciato indietro da Stati Uniti e Giappone: nessuna nuova unità era stata impostata dopo gli incrociatori classe Admiral, dei quali solo uno, lo HMS Hood, sarebbe poi stato completato. Nel giugno 1919 l'Ammiragliato progettò una flotta di 33 dreadnought e otto incrociatori da battaglia per la cui costruzione sarebbero stati necessari 171 milioni di sterline (circa 7,02 miliardi al cambio attuale) all'anno, quando le disponibilità non andavano oltre gli 84 milioni; come condizione minima, l'Ammiragliato chiese otto nuove unità di prima linea, tra cui gli incrociatori da battaglia classe G3 armati di cannoni da 406 mm e le dreadnought classe N3 armate di pezzi da 457 mm.
Le potenze navali riuscirono a evitare i loro costosissimi programmi di espansione negoziando il trattato navale di Washington nel 1922: il trattato stilò una lista di navi, comprendente la maggior parte delle dreadnought più vecchie e quasi tutte le nuove unità già in costruzione, che dovevano essere demolite o poste fuori uso, e impose un periodo di "vacanza navale" durante il quale non potevano essere impostate nuove navi da battaglia o incrociatori da battaglia, salvo che per le britanniche classe Nelson ormai complete. Le navi sopravvissute alle riduzioni imposte dal trattato, tra cui le più moderne super-dreadnought a disposizione delle tre potenze, formarono il nucleo delle navi di prima linea per tutti gli anni 1920 e 1930 per poi partecipare, dopo diverse modernizzazioni, alla seconda guerra mondiale.

## La seconda guerra mondiale
Dopo la prima guerra mondiale e dopo il trattato navale di Washington nel 1922 lo sviluppo di nuove navi da battaglia rimase fermo per oltre un decennio finché dal 1935 alcune potenze che non avevano aderito al secondo trattato navale di Londra come il Giappone o la Germania iniziarono lo sviluppo di nuove navi.
Dopo la prima guerra mondiale ci si era resi conto che questa tipologia di navi era troppo costosa e complicata da costruire e rifornire (difatti la Tirpitz rimase nascosta fino a che non venne affondata da bombardieri britannici).
Era ormai chiara però la superiorità delle portaerei e la vulnerabilità di corazzate e incrociatori da battaglia anche a navi molto più piccole.